# Helsingfors
För andra betydelser, se Hälsingfors.
Helsingfors (finska: Helsinki, finska: [ˈhelsiŋki] ( lyssna); finlandssvenskt uttal: [helsiŋˈforːs] ( lyssna)) är Finlands huvudstad och största stad samt landets kulturella, mediala, ekonomiska och politiska centrum. Den är belägen i landskapet Nyland och ligger vid Finska viken.
Helsingfors bildar huvudstadsregionen med grannstäderna Esbo, Grankulla och Vanda, som tillsammans har över 1,1 miljoner invånare. Helsingforsregionen har över 1,5 miljoner invånare och inom stadens gränser bor 658 457 invånare.

## Etymologi
Namnet Helsingfors kommer från namnet på socknen Helsinge och Helsingån (nuvarande Vanda å) vid vars sista fors före havet staden grundades. Ursprunget till namnet Helsinge är omdiskuterat. Enligt en uppfattning från 1630-talet skulle nybyggare från Hälsingland ha bosatt sig vid Finska viken på 1200-talet och de skulle ha kallat ån för Helsingå. Numera har denna teori ifrågasatts, eftersom dialektforskning tyder på att nybyggarna kommit från Uppland och dess närområde. Namnet Helsinge härrör snarare från någon egenskap i området än dess nybyggnation och kan inte längre entydigt förklaras. Det kan ha att göra med flodens "hals" – det smala stället som utgjorde forsen. Samma namnled återfinns i Hälsingland, Helsingborg, Helsingör samt Helsinge som alla har anknytning till ett avsmalnande havsområde.
Då staden grundades 1550 vid mynningen av Helsingån fick den namnet Helsinge fors. Forsen är numera känd under namnet Gammelstadsforsen. Bland invånarna var staden känd som Helsinge eller Helsing, vilket givit upphov till det finska namnet Helsinki. Namnet Helsinki har använts på officiella finskspråkiga dokument sedan 1819 då Senatens förordningar började dateras i Helsingfors. Sedan 1900-talet används Helsinki på de flesta utländska språk (utöver på finska).
På slang talar man om Stadi, vilket kommer från det svenska ordet stad. Speciellt utanför Helsingfors kallas staden för Hesa. Stadi(n) och Hesa används också på finlandssvenska. På nordsamiska heter Helsingfors Helsset. Helsingfors förkortas ofta H:fors, medan Helsinki förkortas Hki. 
När Helsingfors blev Finlands huvudstad 1812, föreslogs att staden skulle byta namn till Alexandria, efter tsar Alexander I av Ryssland, men förslaget förföll.

## Historia

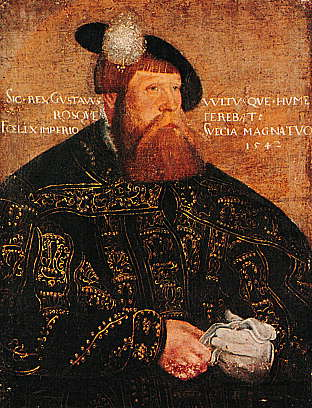
Helsingfors grundare Gustav Vasa.

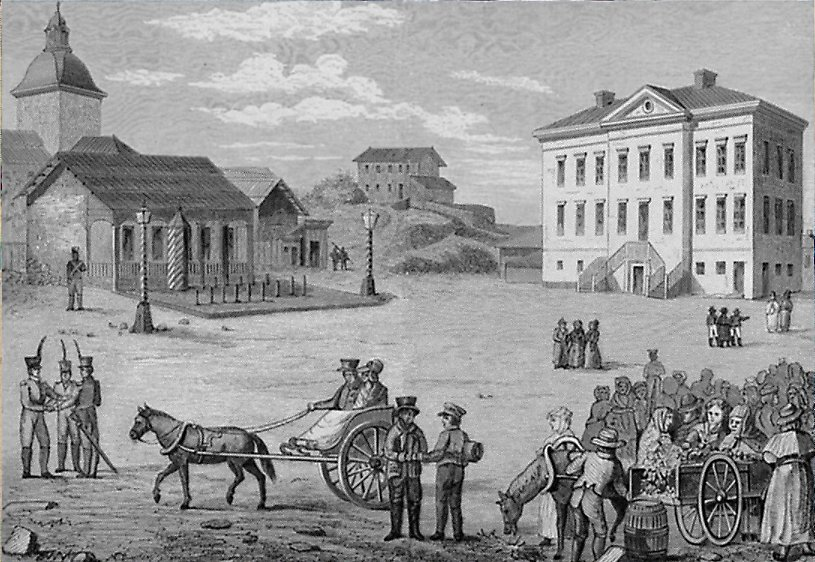
Rådhustorget år 1820 före ombyggnaden. Teckning av Carl Ludvig Engel.

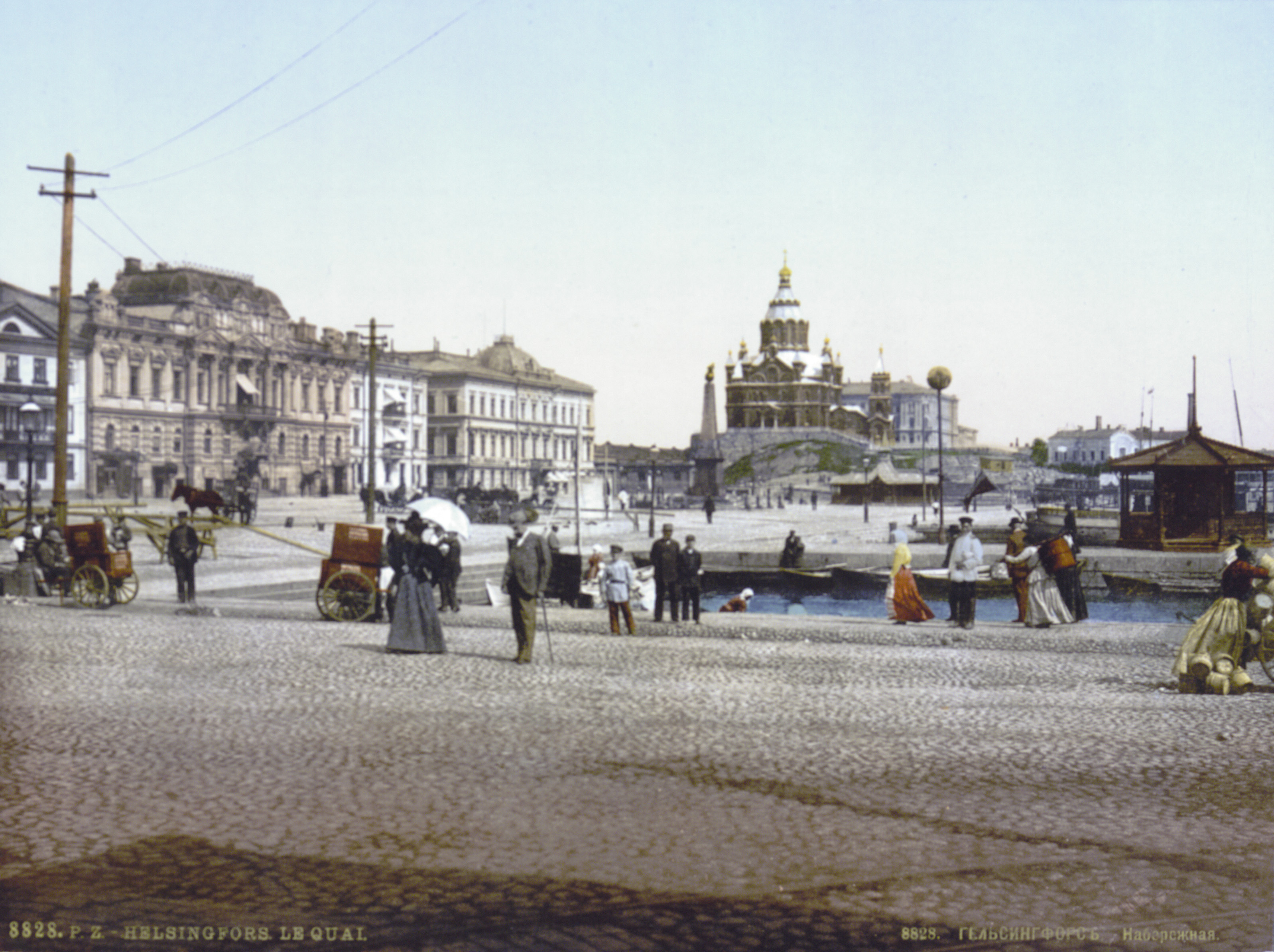
Salutorget kring 1890-1900.

### Den svenska tiden
Helsingfors grundades den 12 juni 1550 av Gustav Vasa, för att fungera som en rival till hansestaden Reval (dagens Tallinn). Vid denna tid var Finland en del av Sverige.
Staden grundades i dåvarande Helsinge socken vid en fors nära utloppet av Vanda å längst in i Gammelstadsviken. Borgare från Borgå, Ekenäs, Raumo och Ulvsby beordrades att flytta till den nygrundade staden. Staden växte dock inte i önskad takt och kungens order ändrade inte på handelstraditioner och -rutter etablerade sedan medeltiden. Sverige erövrade norra Estland och Reval år 1561, vilket ytterligare minskade Helsingfors betydelse.
Eftersom Gammelstadsviken var grund och stora segelfartyg hade svårt att lägga till planerade man redan i ett tidigt skede att flytta staden närmare öppna havet. Till en början planerade man att bygga upp Helsingfors i Sandhamn eller i Sörnäs. År 1640 beordrade generalguvernör Per Brahe staden att flytta till Estnässkatan mellan Södernäs och Helsingenäs. Området är idag känt som Kronohagen. Den gamla staden lämnades öde efter flytten.
Ryska kejsardömets allt större makt och grundandet av staden Sankt Petersburg år 1703 påverkade märkbart Helsingfors. Stora ofreden gick hårt åt stadens invånare: År 1710 kom pesten som dödade 2/3 av befolkningen – 1 185 människor – under fyra månader. År 1713 brände den ryska armén staden och till slut belägrade de ryska trupperna Helsingfors 1713–1721. Staden utvecklades inte efter kriget. Efter att Sverige förlorat Fredrikshamns fästning i Hattarnas krig 1741–1743 till Ryssland började man bygga en ny stor sjöfästning utanför Helsingfors. Planerna för Sveaborg lades av greve Augustin Ehrensvärd. Byggnadsarbetet ökade stadens invånarantal kraftigt och flera tegelbruk och herrgårdar grundades kring staden.
Som en följd av Napoleon I:s och Alexander I:s maktkamp blev Sverige indraget i krig mot Ryssland år 1808. Ryssarna erövrade Helsingfors 1808 och en brand förstörde stora delar av staden. Våren 1808 kapitulerade Sveaborg och Finland blev en del av Ryssland efter freden i Fredrikshamn.

### Under ryskt styre
Tsar Alexander I beslöt år 1812 att Helsingfors, då med 4 000 invånare, skulle vara huvudstad i storfurstendömet Finland. Han ville fjärma Finland från Sverige och grundade därför inte huvudstaden i Finlands största stad på den tiden, Åbo. Den tyska arkitekten Carl Ludvig Engel valdes att planera ett nytt Helsingfors efter branden, i en stil värdig en rysk administrationsstad. Stadsplanen gjorde upp av helsingforsaren Johan Albrecht Ehrenström.

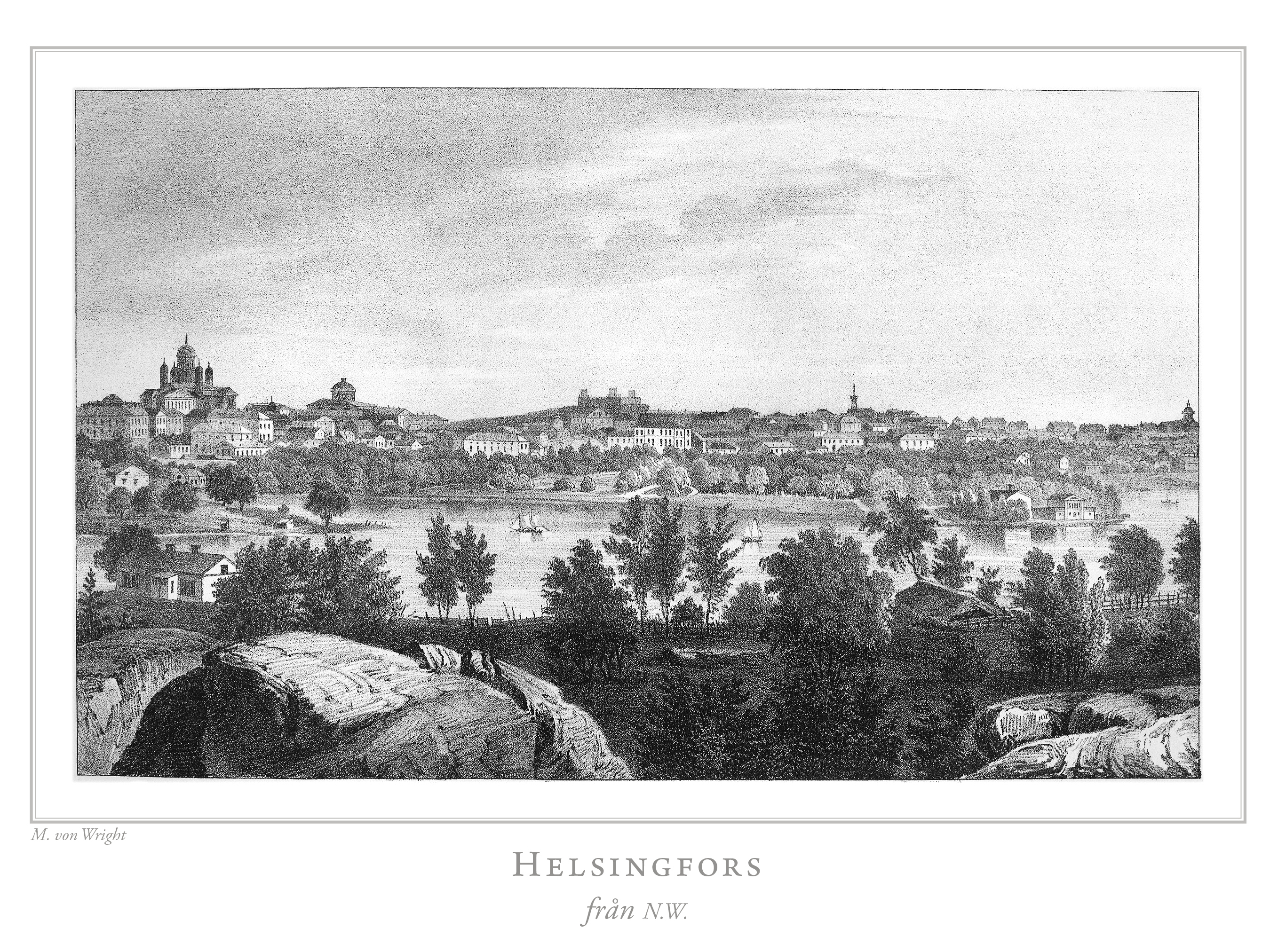
Litografi av Helsingfors i Finland framstäldt i teckningar utgiven 1845-1852.

Efter Åbo brand 1827 flyttade också landets enda universitet från Åbo till Helsingfors och fick namnet "Kejserliga Alexandersuniversitetet i Finland", senare Helsingfors universitet. Staden utvecklades till en administrations-, universitets- och garnisonsstad och växte till ett industriellt centrum. Järnvägsförbindelser byggdes till Tavastehus 1862 och till Sankt Petersburg 1870. Invånarantalet överskred 100 000 i början av 1900-talet. Under första världskriget byggdes tre befästningszoner kring Helsingfors som en del av försvaret av Sankt Petersburg.

### Det självständiga Finlands huvudstad

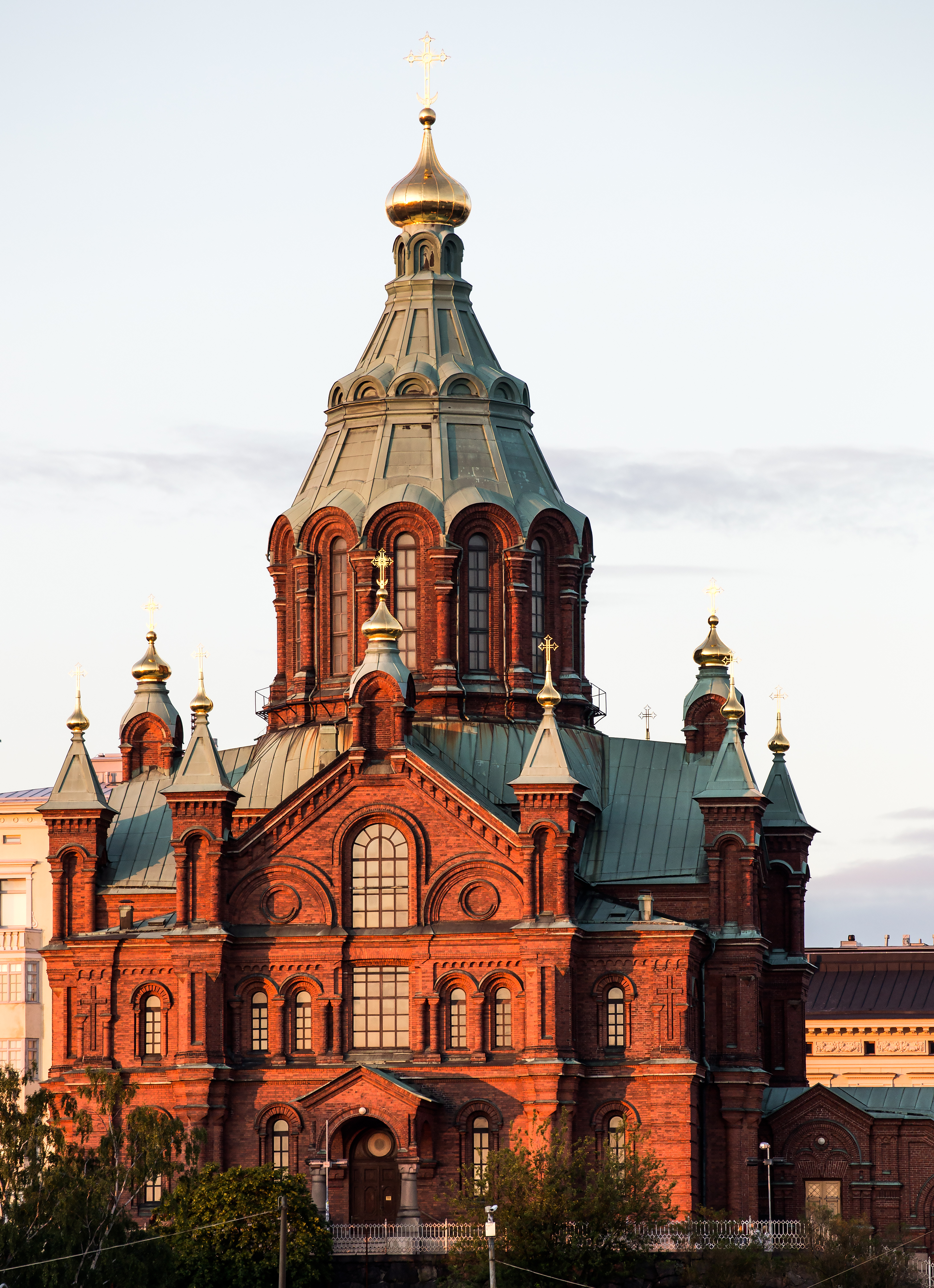
Uspenskijkatedralen

Helsingfors blev huvudstad i det självständiga Finland efter självständighetsförklaringen den 6 december 1917. Finska inbördeskriget började redan följande månad, den 27 januari 1918, då en röd lykta tändes i arbetarhusets torn i Hagnäs. De röda tog snart över staden och regeringen flydde till Vasa. Den 8 april flydde den röda ledningen till Viborg och 12–13 april erövrade tyska trupper Helsingfors. Den av Mannerheim ledda vita armén kom till staden den 16 april. Efter inbördeskriget fungerade Sveaborg som fångläger för röda fångar.
Under andra världskriget bombarderades Helsingfors i flera omgångar. De största skadorna skedde under storbombningarna under fortsättningskriget, men skadorna var rätt lindriga jämfört med bombningarna i andra krigförande länder. Förutom London och Moskva var Helsingfors den enda huvudstaden i de krigförande europeiska länderna som aldrig erövrades under kriget.
Trots att 1900-talets första hälft var en mycket våldsam tid för Helsingfors så fortsatte staden kontinuerligt att utvecklas. Den moderna efterkrigstida urbaniseringen under 1970-talet, vilken skedde ganska sent i europeisk jämförelse, ledde till en tredubbling av befolkningen i storstadsområdet och gjorde Helsingfors till en av de snabbast växande tätorterna i EU under 1990-talet.
Helsingfors skulle stå värd för de olympiska sommarspelen 1940, men de ställdes in på grund av kriget. De olympiska spelen hölls i stället år 1952. År 1975 hölls Europeiska säkerhetskonferensen i Finlandiahuset i vilken statsöverhuvuden från 35 länder deltog. År 1982 öppnades Helsingfors metro. År 2000 var Helsingfors en av Europas kulturhuvudstäder.

## Geografi

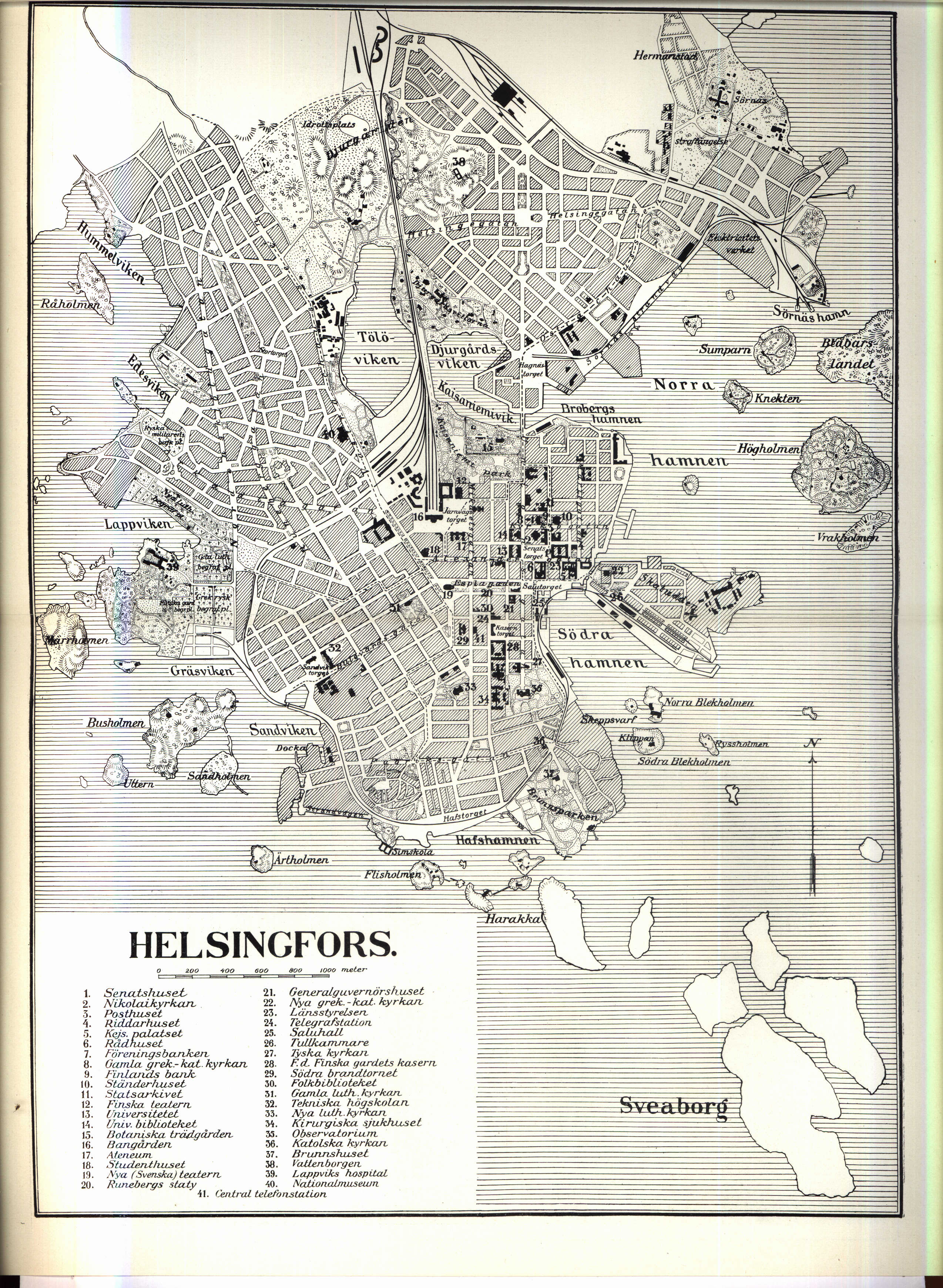
Karta över Helsingfors vid 1900-talets början (ur Nordisk familjebok).

Stadens areal är 719 km², av vilket 217 km² är land och de resterande 502 km² vattenområden. Helsingfors har även över 300 öar och en strandlinje på 130 km. På grund av stora fyllningsarbeten har strandlinjen ändrats kraftigt de senaste 200 åren. 
Det finns 3 724 hektar skogsområden, 987 hektar parker och cirka 800 hektar odlingsmark i staden. Parkerna varierar från små, klassiskt formgivna parker i stadens centrum till stora parker mer eller mindre i naturtillstånd i stadens utkanter. Det största enhetliga parkområdet är Helsingfors centralpark som sträcker sig 10 km genom staden i nord-sydlig riktning. I Finlands huvudstad finns 54 naturskyddsområden, vars areal uppgår till ca 710 hektar. Helsingfors symbolväxt är lönnen och symboldjuret är ekorren.
Helsingfors geografiska mittpunkt ligger i Vik i Gammelstadsviken, ungefär vid en holme som heter Granskäret. Den högsta bebodda platsen i Helsingfors, med bland annat våningshus, ligger vid Jakobacka som ligger 59,5 meter över havet. Helsingfors högsta terrängpunkt är Malmgårdstoppen, det vill säga fyllnadsbacken vid Malmgård, som kom till genom att överskottsmassor deponerades där mellan åren 1976 och 1996. Höjden reser sig till 90 meter över havet. På toppen finns miljökonstverket Tuulet ja suunnat (finska för ”Vindar och riktningar”). Helsingfors högsta naturliga höjd befinner sig vid norra delen av Stensböle rekreationsområde, söder om Borgåleden, vid en naturstig. Kullens höjd är 62 meter över havet.

### Helsingfors geografiska utbredning
Helsingfors grundades år 1550 ursprungligen på Forsbys område vid mynningen av Vanda å vid Helsingeforsen. 90 år senare flyttade staden längre söderut till Estnäs för att skepp lättare skulle kunna anlöpa staden. Det omkringliggande området förblev en del av Helsinge socken.
På 1920-talet grundades flera nya kommuner och köpingar i närheten av Helsingfors. En del av dem, Hoplax kommun, Brändö villastad, Åggelby kommun och Haga köping, anslöts till Helsingfors i den stora inkorporationen 1946 då också stora delar av Helsinge kommun anslöts till staden. 1966 inkorporerades Nordsjö från Helsinge kommun. Den senaste utvidgningen skedde 2009, då de sydvästra delarna av Sibbo (bland annat Östersundom och Björnsö) inkorporerades i Helsingfors.

### Klimat
Helsingfors ligger i zonen mellan havs- och kontinentalklimat: vintrarna är rätt så milda, medan somrarna är varma. Dock inte så varma som längre in i landet.
Medelårstemperaturen (1981–2010) i Helsingfors är 5,9 °C. I medeltal regnar det 655 mm per år. År 2013 var den kallaste månaden februari (−5 °C) och den varmaste juli (19 °C).
Uppmätta normala temperaturer och -nederbörd i Helsingfors:
|                                            | Jan | Feb | Mar | Apr | Maj | Jun | Jul | Aug | Sep | Okt | Nov | Dec |
| ------------------------------------------ | --- | --- | --- | --- | --- | --- | --- | --- | --- | --- | --- | --- |
| Normaldygnets maximitemperaturs medelvärde | −1  | −2  | 2   | 8   | 14  | 19  | 22  | 20  | 15  | 9   | 4   | 1   |
| Normaldygnets minimitemperaturs medelvärde | −7  | −7  | −4  | 1   | 6   | 11  | 14  | 13  | 9   | 4   | −1  | −5  |
|                                            |     |     |     |     |     |     |     |     |     |     |     |     |
| Nederbörd                                  | 52  | 36  | 38  | 32  | 37  | 57  | 63  | 80  | 56  | 76  | 70  | 58  |

| Diagram | temperaturer i °C • månadsnederbörd i mm | temperaturer i °C • månadsnederbörd i mm | temperaturer i °C • månadsnederbörd i mm | temperaturer i °C • månadsnederbörd i mm | temperaturer i °C • månadsnederbörd i mm | temperaturer i °C • månadsnederbörd i mm | temperaturer i °C • månadsnederbörd i mm | temperaturer i °C • månadsnederbörd i mm | temperaturer i °C • månadsnederbörd i mm | temperaturer i °C • månadsnederbörd i mm | temperaturer i °C • månadsnederbörd i mm | temperaturer i °C • månadsnederbörd i mm |
|         | 52 -1 -7                                 | 36 -2 -7                                 | 38 2 -4                                  | 32 8 1                                   | 37 14 6                                  | 57 19 11                                 | 63 22 14                                 | 80 20 13                                 | 56 15 9                                  | 76 9 4                                   | 70 4 -1                                  | 58 1 -5                                  |

### Stadsdelar i Helsingfors
Enligt stadsplanen har Helsingfors 60 stadsdelar, som delas in i mindre delområden. Utöver stadsdelsindelningen har man delat in staden i distrikt för att underlätta stadens administration. Distriktsindelningen följer stadsdelsgränserna, men olika delområden kan höra till olika distrikt.
Helsingfors stadskärna utgör området som hörde till staden före 1946, det vill säga stadsdelarna 1–27. Numera har begreppet kärncentrum luckrats upp och betyder främst de centrala stadsdelar som inte räknas som förorter.

Helsingfors stadsdelar

Södra stordistriktet: 1. Kronohagen  ·  2. Gloet  ·  3. Gardesstaden  ·  4. Kampen  ·  5. Rödbergen  ·  6. Eira  ·  7. Ulrikasborg  ·  8. Skatudden  ·  9. Brunnsparken  ·  13. Främre Tölö  ·  14. Bortre Tölö  ·  20. Västra hamnen (Gräsviken; Sundholmen; Lappviken; Busholmen; Ärtholmen)  ·  31. Drumsö (Örnberget; Hallonnäs; Kvarnbacken; Björkholmen)  ·  52. Sveaborg
Västra stordistriktet: 15. Mejlans  ·  16. Brunakärr (Gamla Brunakärr; Lillhoplax)  ·  18. Dal  ·  29. Haga (Södra Haga;  Stenhagen; Norra Haga; Lassas)  ·  30. Munksnäs (Gamla Munksnäs; Granö; Lövö; Munkshöjden; Näshöjden; Talistranden)  ·  32. Kånala  ·  33. Kårböle (Gamlas; Magnuskärr; Malmgård; Håkansåker; Kungseken; Hongasmossa)  ·  46. Sockenbacka (Smedjebacka; Tali; Reimars; Martas; Sockenbacka företagsområde)
Mellersta stordistriktet: 10. Sörnäs (Vilhelmsberg; Fiskehamnen; Sumparn; Hanaholmen)  ·  11. Berghäll (Broholmen; Linjerna; Torkelsbacken)  ·  12. Åshöjden (Ås; Alphyddan)  ·  17. Böle (Västra Böle; Norra Böle; Östra Böle; Mellersta Böle)   ·  21. Hermanstad (Hermanstadsbacken; Hermanstadsstranden; Byholmen)  ·  22. Vallgård  ·  23. Majstad (Majstad; Arabiastranden)  ·  24. Gumtäkt  ·  25. Kottby  ·  26. Forsby  ·  27. Gammelstaden
Norra stordistriktet: 28. Åggelby (Britas;  Månsas; Krämertsskog; Dammen; Grindbacka; Månsasparken;  Grinddal)  ·  34. Baggböle (Västra Baggböle; Östra Baggböle)  ·  35. Domarby (Svedängen; Torparbacken; Domargård; Tomtbacka)
Nordöstra stordistriktet: 36. Vik (Viksstranden; Ladugården; Viks forskarpark; Viksbacka)  ·  37. Bocksbacka  ·  38. Malm (Övre Malm; Nedre Malm; Rönnbacka; Tattaråsen; Malms flygfält; Rönninge)  ·  39. Staffansby (Staffansslätten; Mosabacka)  ·  40. Skomakarböle (Brobacka; Stapelstaden; Lidamalmen)  ·  41. Storskog (Parkstad; Henriksdal; Tattarmossen; Alpbyn; Jakobacka)
Sydöstra stordistriktet: 19. Blåbärslandet-Högholmen  ·  42. Brändö  ·  43. Hertonäs (Västra Hertonäs; Kasberget; Hertonäs företagsområde; Hertonäs strand)  ·  44. Tammelund  ·  48. Vårdö  ·  49. Degerö (Uppby; Jollas; Turholm; Kronbergsstranden; Hästnässund)  ·  50. Villinge  ·  51. Sandhamn  ·  53. Utöarna (Västra holmarna; Östra holmarna; Territorialhavet)
Östra stordistriktet: 45. Botby (Botbyåsen; Botby gård; Botbyhöjden; Kvarnbäcken; Marudd; Kasåkers industriområde; Östra centrum)  ·  47. Mellungsby (Gårdsbacka; Ärvings; Mellungsbacka; Stensböle; Tranbacka)  ·  54. Nordsjö (Mellersta Nordsjö; Nordsjö gård; Nybondas; Havsrastböle; Kallvik; Solvik; Rastböle; Bastö; Svarta backen)
Östersundoms stordistrikt: 55. Östersundom  ·  56. Sundberg  ·  57. Husö  ·  58. Björnsö  ·  59. Ultuna (Landbo; Bäckängen)

### Gatunamn

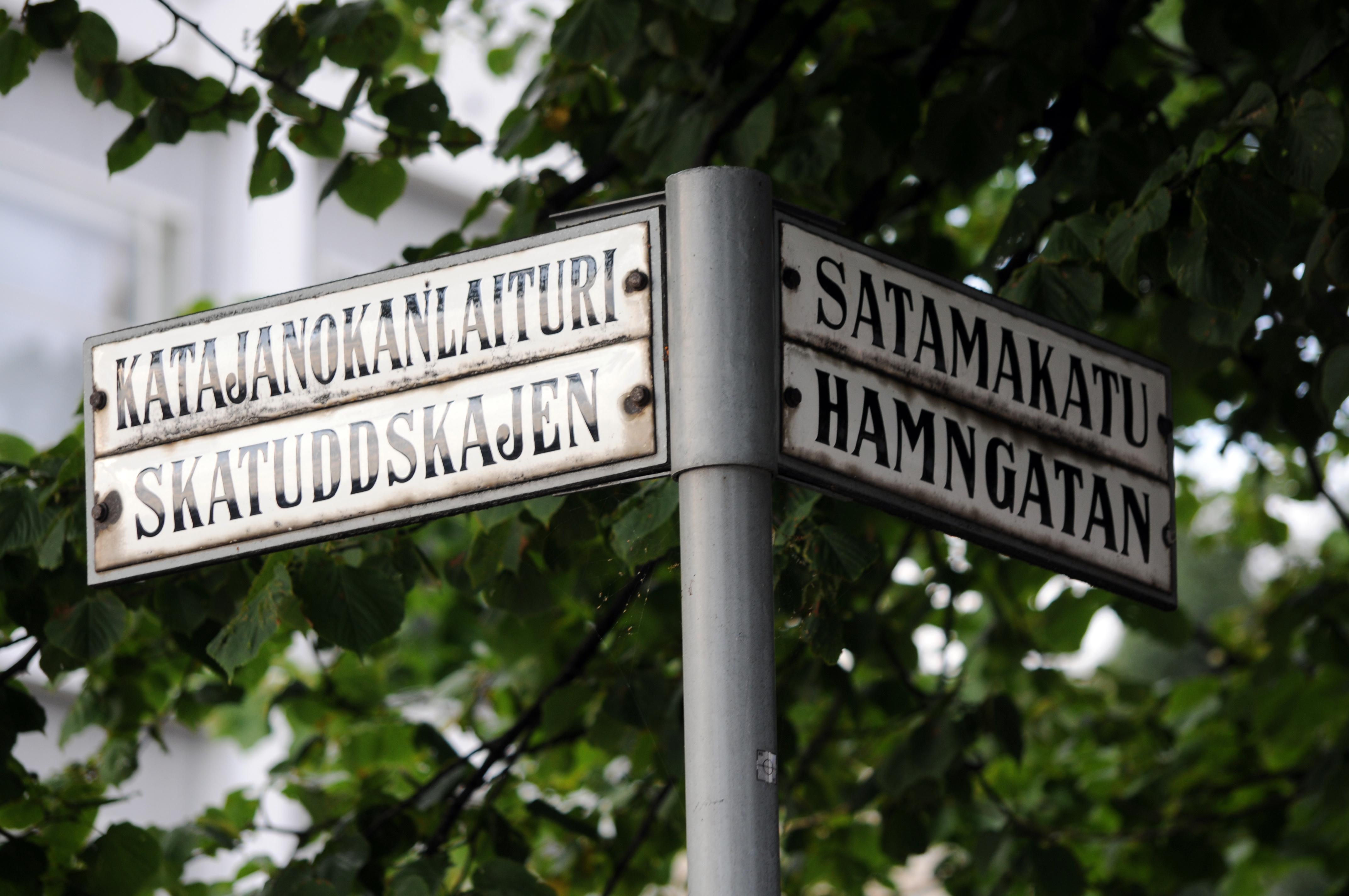
Gatuskylt i Helsingfors.

Gatunamnen i Helsingfors återger stadens historia och det finns omkring 8 000 officiella namn. Ansvarig för att bestämma nya namn är Gatunamnskommittén, vilken grundades 1945. Gatunamnen bestämdes 1820 i en brandförordning och nya namn skapades under 1820- och 1830-talet som återspeglar den ryska tiden, med namn som Alexandersgatan, Konstantinsgatan, Nikolaigatan, Mikaelsgatan, Katrinegatan, Helenegatan och Sofiegatan hämtade från medlemmar i tsarfamiljen. Även ryska helgon och riddarordnar gav namn åt gator. Idag finns Annegatan och Georgsgatan kvar, men utan förledet Sankt.
År 1864 började förutom svenska och finska även ryska gatunamn skrivas ut, något man fortsatte med fram till självständigheten 1917. Självständigheten förde med sig att flera gator med rysk anknytning döptes om, bland annat Konstantinsgatan som blev Sjötullsgatan, och Nikolaigatan som blev Snellmansgatan. Däremot finns en rad namn kvar, med bland annat den stora affärsgatan Alexandersgatan som ett exempel. I modern tid är Mannerheimvägen ett exempel på ändring av existerande gatunamn.

### Torg- och parknamn
En för Helsingfors utmärkande egenhet är ändelsen -skvär (på finska -puistikko) syftande på liten stadspark, som kom in i finlandssvenskan från engelskan via ryskan. Exempel på äldre skvärer är Riddarhusskvären och Elisabetsskvären. På 1950-talet blev man språkligt medveten om att -skvär, som kommer från ryskan, ses som en finlandism som saknar motsvarighet i sverigesvenskan och till exempel namnet Gamla kyrkoparken återställdes från att ha hetat Gamla kyrkans skvär. Senare har ändå platser benämnts skvär, till exempel Fölskvären på 1980-talet.
Plats (på finska aukio) har sedan början av 1900-talet börjat användas för öppna platser i stället för torg som anses markera handelsplats, med exempel som Studentplatsen och Elielplatsen. Möjligen efter utländska förebilder som danska -plads och tyska -platz.
Se även Lista över inofficiella namn i Helsingfors.

### Tätorter
Vid tätortsavgränsningen den 31 december 2021 fanns tre tätorter inom Helsingfors stads område:
| Nr | Tätort                             | Folkmängd |
| -- | ---------------------------------- | --------- |
| 1  | Helsingfors centraltätort (del av) | 644 978   |
| 2  | Sveaborg                           | 694       |
| 3  | Bäckängen (del av)                 | 143       |

## Demografi

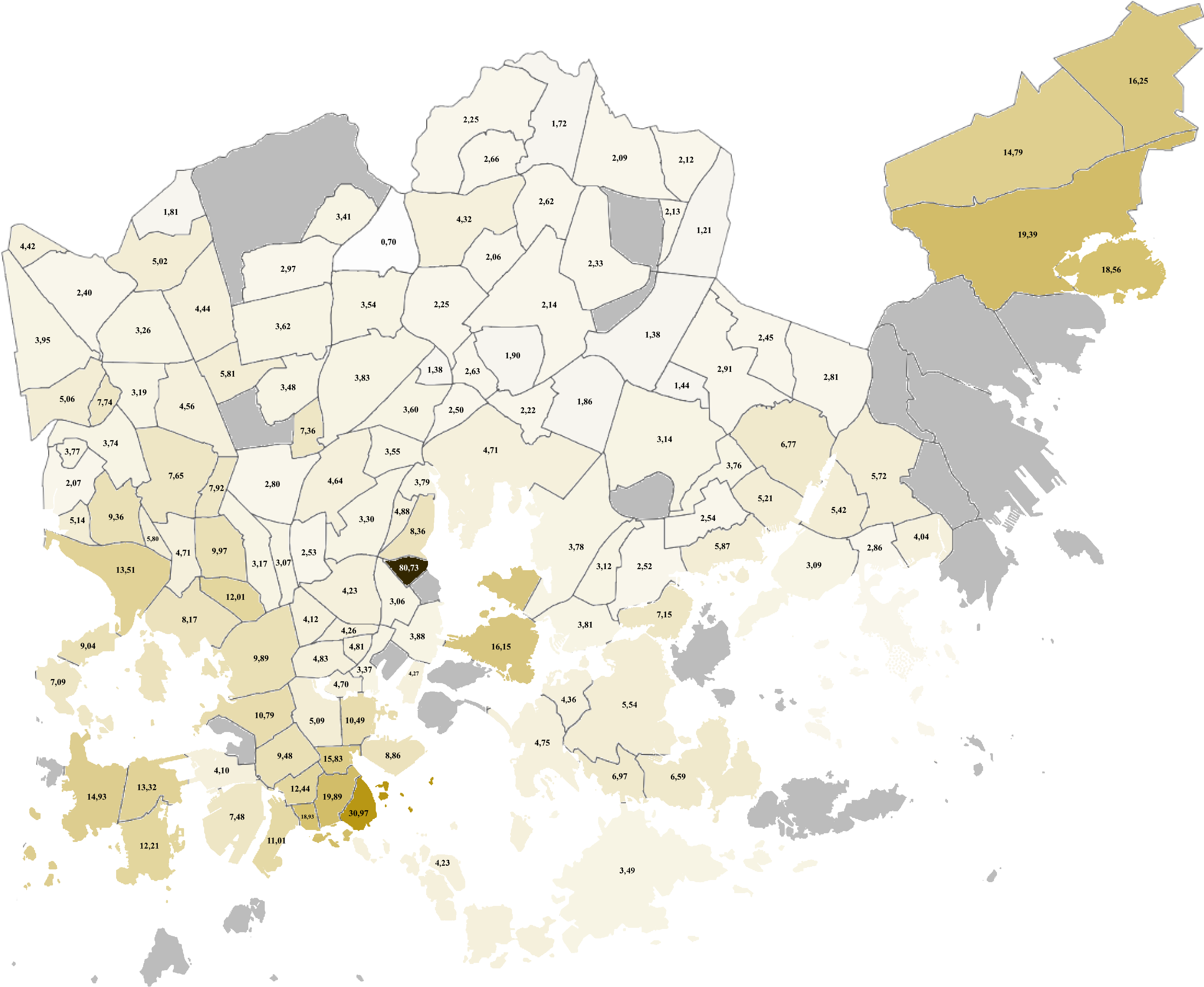
Andelen svenskspråkiga i Helsingfors enligt område år 2021.

Helsingfors har 658 457 invånare (2021), av vilka 5,7 % (36 004 personer [2016]) är svenskspråkiga. Kvinnor utgör en större del av befolkningen än männen (52,6 %). Helsingfors befolkningstäthet är 2 901 personer per km² (enbart landområdena inräknade). Den förväntade livslängden för män i Helsingfors är 77,5 år, medan kvinnornas förväntade livslängd är 83,3 år. Befolkningen i storstadsregionen, som bland annat innefattar storstäderna Vanda och Esbo, uppgår till cirka 1,1 miljoner invånare.

### Utländska medborgare och modersmål
Antalet utländska medborgare i Helsingfors uppgår till 10,1 % av befolkningen (57 607). Personer med ett annat modersmål än finska eller svenska uppgår till 14,0 % av befolkningen (88 132). 41 % (23 680) av personerna med utländsk bakgrund kommer från ett annat EU-land, varav 12 834 från Estland. De mest talade språken efter finska och svenska är ryska (2,7 %), estniska (1,9 %), somaliska (1,4 %), engelska (0,9 %) och arabiska (0,7 %).
Under de senaste årtiondena, sedan 1980, har Helsingfors haft ett flyttningsöverskott från Finland utanför Nyland och utlandet. Däremot har Helsingfors haft ett flyttningsunderskott till Nyland (utanför huvudstadsregionen) de senaste årtiondena fram till 2015, då trenden vände. Med den övriga huvudstadsregionen har Helsingfors haft ett konstant flyttningsunderskott.

### Boende
Helsingfors hade, år 2015, i medeltal, 33,9 kvadratmeter bostadsyta, och storleken på en lägenhet är i medeltal 63,3 kvadratmeter. Medelhyran i Helsingfors var år 2015 15,3 €/m² (hela landet 12,4 €/m²) och medelpriset för en aktielägenhet var 4 000 €/m² (hela landet 2 268 €/m²). Flera helsingforsare bor på hyra (46,3 %) än äger sin lägenhet (42,3 %). 85,6 % av lägenheterna är i flervåningshus och 13,2 % i småhus. Singelboende är mycket vanligt och nästan vartannat hushåll (48,2 %) består av en person.

### Den demografiska utvecklingen
Befolkningen började växa kraftigt efter att Helsingfors blev Finlands huvudstad år 1812. Tillväxten fortsatte kraftigt, bortsett finska inbördeskriget, ända fram till 1960-talet, då inflyttningen fördubblade Helsingfors befolkning på 20 år.
Tillväxttakten stannade av på 1970-talet och sjönk under 1980-talet. Under 1990-talet växte befolkningen, för att igen minska en aning i början av 2000-talet. Under 2010-talet ökade befolkningen snabbt.
Helsingfors hade fram till 1890-talet en svenskspråkig majoritet men på grund av inflyttningen av finnar delar minskade de svenskspråkigas relativa andel betydligt vilket har inneburit en märkbar förfinskning av stadsbilden. År 1870 var språkfördelningen följande: svenska 57 %, finska 25,9 %, ryska 12,1 %, tyska 1,8 % och övriga 3,2 %. År 1890 var andelen svensk- och finsktalande nästan jämnstor: 45,6 mot 45,5 %. 2015 är 80 % av befolkningen finskspråkig, 6 % svenskspråkig medan ca 14 % har något annat språk som modersmål.
| År       | 1810  | 1830   | 1850   | 1880   | 1900   | 1925    | 1950    | 1970    | 1990    | 2000    | 2010    | 2015    |
| Invånare | 4 070 | 11 100 | 20 700 | 43 300 | 93 600 | 209 800 | 369 380 | 510 352 | 490 629 | 551 123 | 583 350 | 620 715 |

### Språk
Befolkningen efter språk (modersmål) den 31 december 2022. Finska, svenska och samiska räknas som inhemska språk då de har officiell status i landet. Resten av språken räknas som främmande. För språk med färre än 10 talare är siffran dold av Statistikcentralen på grund av sekretesskäl. Språk med färre än 1 000 talare har räknats ihop för att minska tabellens storlek.
| Språk                           | Talare 2022-12-31 | Talare 2022-12-31 |
| Språk                           | Antal             | Andel (%)         |
| ------------------------------- | ----------------- | ----------------- |
| Hela befolkningen               | 664 028           | 100,0             |
| Inhemska språk totalt           | 542 344           | 81,7              |
| Finska                          | 505 533           | 76,1              |
| Svenska                         | 36 748            | 5,5               |
| Samiska                         | 63                | 0,0               |
| Främmande språk totalt          | 121 684           | 18,3              |
| Ryska                           | 20 502            | 3,1               |
| Somaliska                       | 13 289            | 2,0               |
| Estniska                        | 9 864             | 1,5               |
| Arabiska                        | 9 760             | 1,5               |
| Engelska                        | 8 936             | 1,3               |
| Kinesiska                       | 4 283             | 0,6               |
| Kurdiska                        | 3 855             | 0,6               |
| Persiska                        | 3 853             | 0,6               |
| Spanska                         | 3 546             | 0,5               |
| Vietnamesiska                   | 2 939             | 0,4               |
| Nepali                          | 2 401             | 0,4               |
| Turkiska                        | 2 201             | 0,3               |
| Bengali                         | 2 141             | 0,3               |
| Franska                         | 2 139             | 0,3               |
| Albanska                        | 2 061             | 0,3               |
| Tyska                           | 2 056             | 0,3               |
| Tagalog                         | 2 007             | 0,3               |
| Annat språk                     | 1 846             | 0,3               |
| Thailändska                     | 1 480             | 0,2               |
| Italienska                      | 1 333             | 0,2               |
| Portugisiska                    | 1 233             | 0,2               |
| Urdu                            | 1 188             | 0,2               |
| Språk med färre än 1 000 talare | 18 645            | 1,9               |
| Språk med färre än 10 talare    | 126               | 0,0               |

|  | Finska (76,1 %) |

|  | Svenska (5,5 %) |

|  | Samiska (0,0 %) |

|  | Främmande språk (18,4 %) |

|  | Finska (76,1 %) |

|  | Svenska (5,5 %) |

|  | Samiska (0,0 %) |

|  | Främmande språk (18,4 %) |

## Politik och administration
Stadsfullmäktige är det högsta beslutande organet i Helsingfors. Stadsfullmäktige fattar beslut om stadens viktigaste ekonomiska frågor, bland annat stadens budget, inkomstskattesatsen och anslagen för de olika förvaltningsgrenarna. Stadsfullmäktige har 85 ledamöter som väljs genom kommunalval vart fjärde år.
Helsingfors stadsstyrelse leder stadens förvaltning, bereder ärenden som ska behandlas i stadsfullmäktige och svarar för att fullmäktiges beslut verkställs och övervakar beslutens laglighet. De 15 stadsstyrelseledamöterna samt deras personliga ersättare väljs av stadsfullmäktige för en tvåårig mandatperiod.
Helsingfors har en borgmästare och fyra biträdande borgmästare. Borgmästaren fungerar som ordförande i stadsstyrelsen och biträdande borgmästarna som ordförande för sektornämnderna och som ledamöter i stadsstyrelsen. Deras ansvarsområden är stadsmiljösektorn, fostrans- och utbildningssektorn, social- och hälsovårdssektorn, samt kultur- och fritidssektorn. Borgmästaren och biträdande borgmästarna är heltidsanställda förtroendevalda. Fram till år 2017 hade Helsingfors i stället för borgmästare en stadsdirektör.

### Helsingfors stadsdirektörer och borgmästare

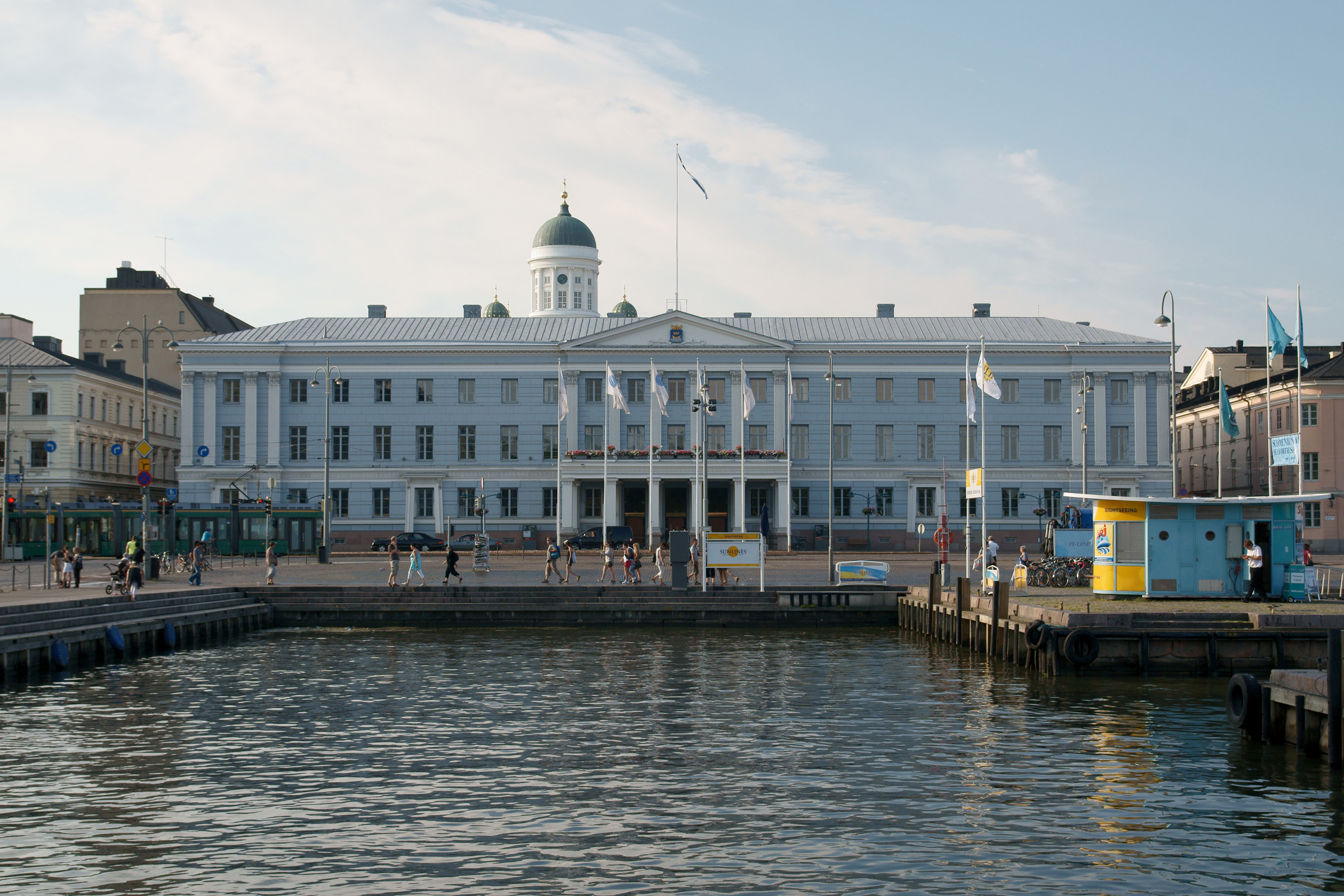
Helsingfors stadshus

Stadsdirektörer och borgmästare från år 1921. Presidenten har förlänat stadsdirektörerna titeln överborgmästare sedan 1930.
| Stadsdirektör       | Född – död | Ämbetsperiod | Parti                  |
| ------------------- | ---------- | ------------ | ---------------------- |
| Arthur Castrén      | 1866–1946  | 1922–1930    | Ungfinska partiet      |
| Antti Tulenheimo    | 1879–1952  | 1931–1944    | Samlingspartiet        |
| Eero Rydman         | 1889–1963  | 1944–1956    | Framstegspartiet       |
| Lauri Aho           | 1901–1985  | 1956–1968    | Samlingspartiet        |
| Teuvo Aura          | 1912–1999  | 1968–1978    | De Frisinnades Förbund |
| Raimo Ilaskivi      | 1928–      | 1979–1991    | Samlingspartiet        |
| Kari Rahkamo        | 1933–      | 1991–1996    | Samlingspartiet        |
| Eva-Riitta Siitonen | 1940–      | 1996–2005    | Samlingspartiet        |
| Jussi Pajunen       | 1954–      | 2005–2017    | Samlingspartiet        |

| Borgmästare    | Född – död | Ämbetsperiod | Parti           |
| -------------- | ---------- | ------------ | --------------- |
| Jan Vapaavuori | 1965–      | 2017–        | Samlingspartiet |

### Mandatfördelning i Helsingfors stad, valen 1919–2025
Landsövergripande statistik över kommunalval i Finland finns tillgänglig för enskilda kommuner från valet 1964 och framåt. Publikationen över kommunalvalet 1968 var den första som redovisade komplett partitillhörighet. För tidigare valresultat har Helsingfors stads egna statistik använts. 
| 26 | 4 | 22 | 8 |

| 4 | 24 |  | 22 | 8 |

| 8 | 20 | 3 | 22 | 7 |

| 13 | 15 | 3 | 21 | 8 |

| 14 | 12 | 3 | 22 | 9 |

| 13 | 11 | 3 | 23 | 10 |

| 11 | 11 | 3 | 24 | 11 |

| 9 | 12 | 4 | 3 | 20 | 11 |

| 10 | 13 | 5 | 4 | 18 | 9 |

| 22 | 4 | 4 | 16 | 13 |

| 53 |

| 23 | 6 | 4 | 15 | 8 | 3 |

| 52 |

| 24 | 5 | 3 | 15 | 9 | 3 |

| 53 |

| 15 | 11 | 6 |  | 12 | 14 |

| 48 | 11 |

| 11 | 15 |  | 5 | 12 | 15 |

| 46 | 13 |

| 15 | 19 | 8 | 13 | 16 |

| 53 | 18 |

| 15 | 18 | 10 | 13 |  | 13 |

| 48 | 23 |

| 15 | 19 | 11 | 14 |  | 16 |

| 56 | 21 |

| 15 |  | 16 | 9 | 13 |  | 18 |

| 55 | 22 |

| 14 |  | 21 | 7 | 11 | 5 |  | 16 |

| 55 | 22 |

| 11 |  | 21 | 4 |  | 8 | 10 | 21 |

| 52 | 25 |

| 12 | 25 |  |  | 6 | 9 |  | 21 |

| 45 | 32 |

| 15 | 22 |  | 6 | 10 |  | 22 | 4 |

| 55 | 30 |

| 14 | 23 |  |  |  |  | 7 |  | 28 |  |

| 50 | 35 |

| 9 | 19 | 7 | 6 |  |  | 8 |  | 26 |  |

| 48 | 37 |

| 7 |  | 21 | 7 | 5 |  | 4 | 8 |  | 27 |  |

| 46 | 39 |

| 7 | 21 | 15 | 7 |  |  | 8 |  | 21 |

| 49 | 36 |

| 6 | 21 | 16 |  |  | 4 | 8 |  | 24 |

| 47 | 38 |

| 7 | 18 | 21 |  | 4 | 6 |  | 25 |

| 46 | 39 |

|  | 8 | 21 | 17 |  | 4 | 6 |  | 25 |

| 40 | 45 |

|  | 7 | 16 | 21 | 4 |  | 5 |  | 26 |

| 36 | 49 |

|  | 9 | 15 | 19 | 8 |  | 5 |  | 23 |

| 43 | 42 |

| 10 |  | 12 | 21 |  | 6 |  | 5 |  | 25 |

| 43 | 42 |

| 11 | 13 | 18 | 9 |  | 5 |  |  | 23 |

| 37 | 48 |

| 15 | 21 | 16 | 4 |  | 4 |  |  | 21 |

## Ekonomi

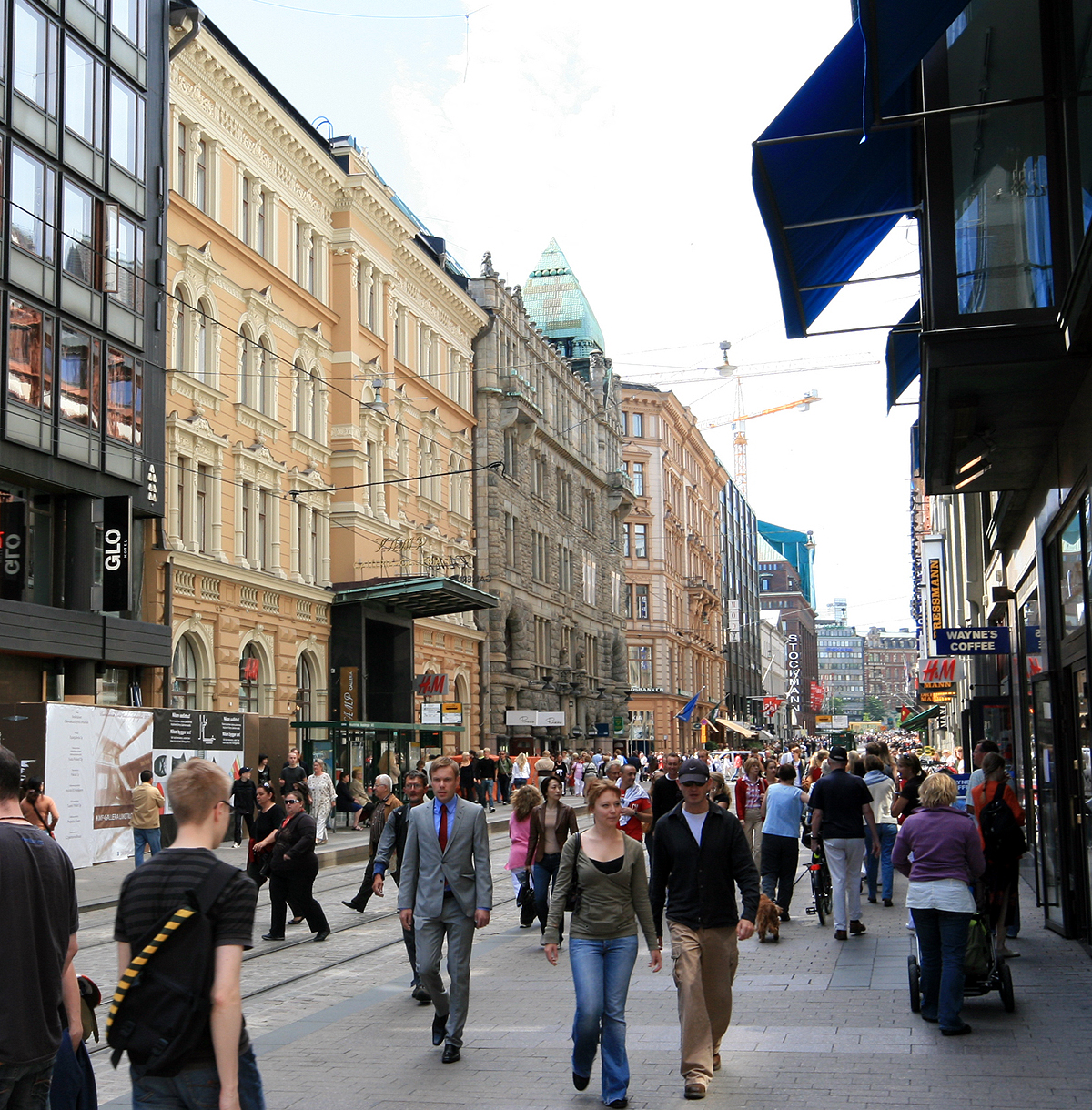
Alexandersgatan i centrala Helsingfors.

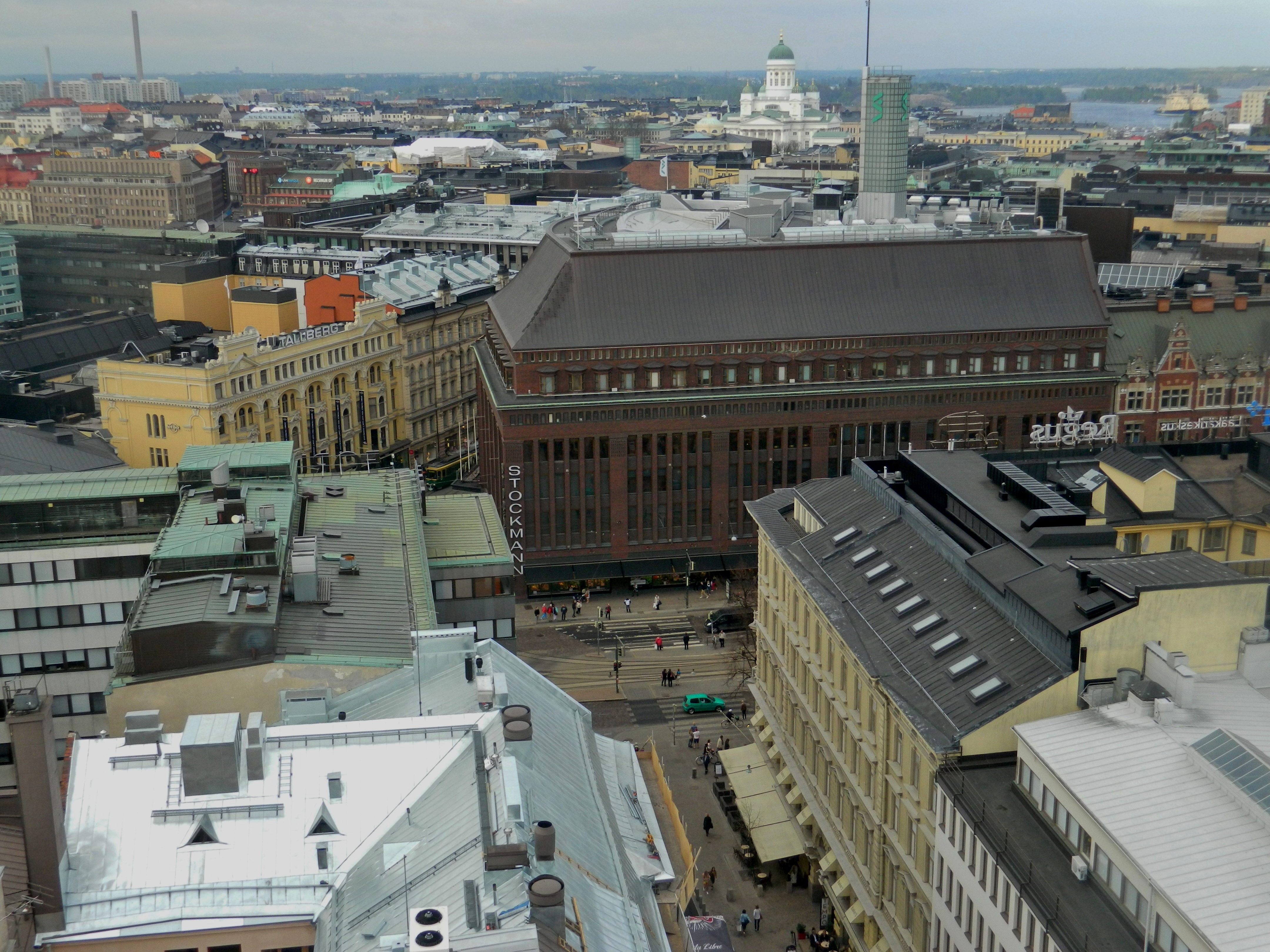
Helsingfors centrum med Stockmanns varuhus vid Mannerheimvägen, sett från Kalevagatan

Helsingforsregionen är ett av de snabbast växande storstadsområdena i EU. Helsingfors är med sin börs och "bankgatan" Alexandersgatan Finlands finanscentrum. De flesta finländska börsbolag och nästan alla banker och försäkringsbolag har sitt huvudkontor i Helsingfors. Av de största företagen i huvudstadsregionen har 58 % sin hemkommun i Helsingfors. Stora bolag med ursprung i Helsingfors är Elisa (före detta Helsingfors telefonförening), SanomaWSOY, Kesko, Stockmann och HOK-Elanto.
Jämfört med resten av Finland är Helsingfors ekonomi mer baserad på affärsliv och finans, handel och logistik, kultur och nöjen, forskning och utveckling, högteknologi samt administration på nationell nivå. Helsingfors ligger avsides ur ett europeiskt perspektiv, men detta kompenseras av avancerad kommunikationsteknologi och en modern transportinfrastruktur. Genom investeringar i utbildning har staden lyckats specialisera sig på högteknologiska exportprodukter där transportkostnaderna inte är avgörande. Närheten till de ryska och baltiska marknaderna är även optimal. Ur ett nationellt perspektiv kan Helsingfors betraktas som en knutpunkt för transport, handel och service i resten av landet.
Många industrianläggningar har under åren flyttat ut från Helsingfors och staden är inte längre Finlands viktigaste industristad, en ställning som den hade fram till 1950-talet. Mellan 1960 och 1980 halverades antalet industriarbetsplatser i Helsingfors stadskärna. Kvar finns ännu Aker Finnyards varv i Sandviken, Iittalas porslinsfabrik i Arabiastranden och ABB:s fabrik i Sockenbacka. Tidigare industrianläggningar är bland annat Kabelfabriken i Gräsviken, Tölö sockerfabrik, Sinebrychoffs bryggeri vid Sandviken och tobaksfabriken på Drumsö.
Den offentliga sektorn kan jämföras med andra storstäder men är mindre än de andra nordiska huvudstäderna. Inom servicenäringen dominerar transport och kommunikation.

### Arbetsplatser
År 2005 fanns det 373 000 arbetsplatser i Helsingfors, varav 118 500 var inom den offentliga sektorn. En hög andel av helsingforsarna jobbar: 63 % av 15–74-åringarna jobbar jämfört med 57,2 % för resten av landet. Jämfört med övriga Finland finns det få industriarbetsplatser i Helsingfors, men många arbetsplatser inom finans och handel. I huvudstadsregionen finns det över 68 000 arbetsplatser inom informationsteknologi, vilket är cirka en tredjedel av alla IT-arbetsplatser i landet.
De största koncentrationerna av arbetsplatser finns i centrum, Drumsö, Böle, Mejlans och Sockenbacka. I centrum är arbetsgivaren ofta staten eller staden. Helsingfors är självförsörjande när det gäller arbetsplatser (134 %), vilket betyder att många pendlar till Helsingfors. Statistikcentralen räknar totalt 23 omgivande kommuner till Helsingfors pendlingsområde, vilket inklusive huvudstaden omfattar 1 431 108 invånare (31 december 2007) på en landyta av 7 359,80 kvadratkilometer.

## Arkitektur

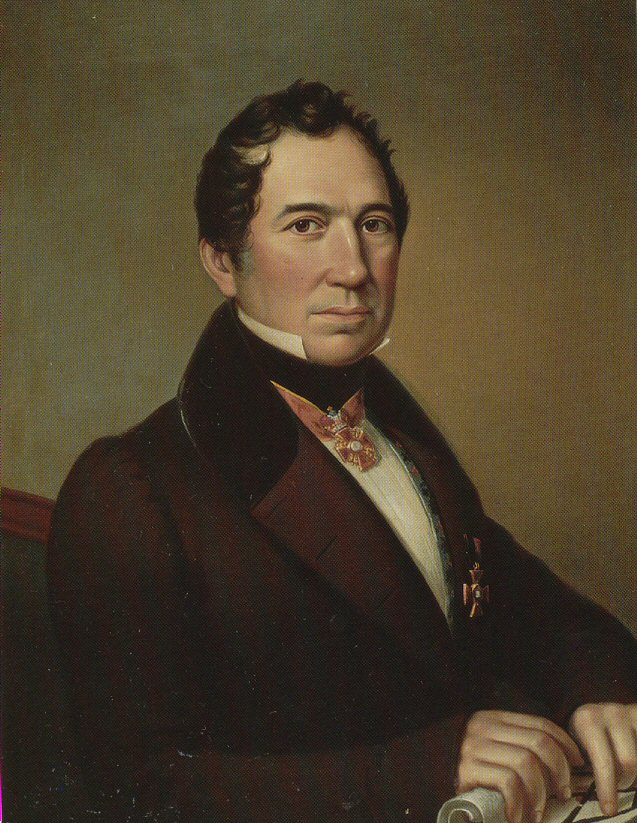
Johan Carl Ludvig Engel, målad av J E Lindh.

Carl Ludvig Engel (1778–1840) fick i uppdrag av den ryska tsaren att rita Helsingfors nya ansikte som huvudstad i det ryska storfurstendömet Finland. Han kom att stanna i Helsingfors på grund av sitt unika uppdrag där han valts att planera ett nytt centrum helt på egen hand – en stad som senare skulle komma att kallas Nordens vita stad. Engel ritade Helsingfors i nyklassicistisk stil med raka, breda gator och stenhus i motsats till de tidigare låga trähusen. Navet i Engels stad är Senatstorget, som omgärdas av regeringsbyggnader, huvudbyggnad för Helsingfors universitet samt den stora domkyrkan som färdigställdes år 1852, tolv år efter C L Engels död.
Helsingfors är kanske mer känd för sitt stora antal byggnader i jugendstil. Dessa ritades i det sena 1800-talet och det tidiga 1900-talet och var kraftigt influerade av Kalevala, som var ett mycket populärt tema i den nationalromantiska konsten vid denna tidpunkt. I stadsdelarna Skatudden och Eira finns många exempel på byggnader i jugendstil. Jugendstilens främste utövare i Finland var Eliel Saarinen (1873–1950), vars arkitektoniska mästerverk var Helsingfors järnvägsstation.
I Helsingfors finns även flera byggnader som har ritats av arkitekten Alvar Aalto (1898–1976), som anses vara en av pionjärerna inom funktionalismen. Många av Aaltos skapelser är både älskade och hatade. Aaltos byggnader, såsom papperstillverkaren Ensos högkvarter samt kongress- och konserthuset Finlandiahuset, har varit föremål för mycket debatterande bland Helsingfors invånare.

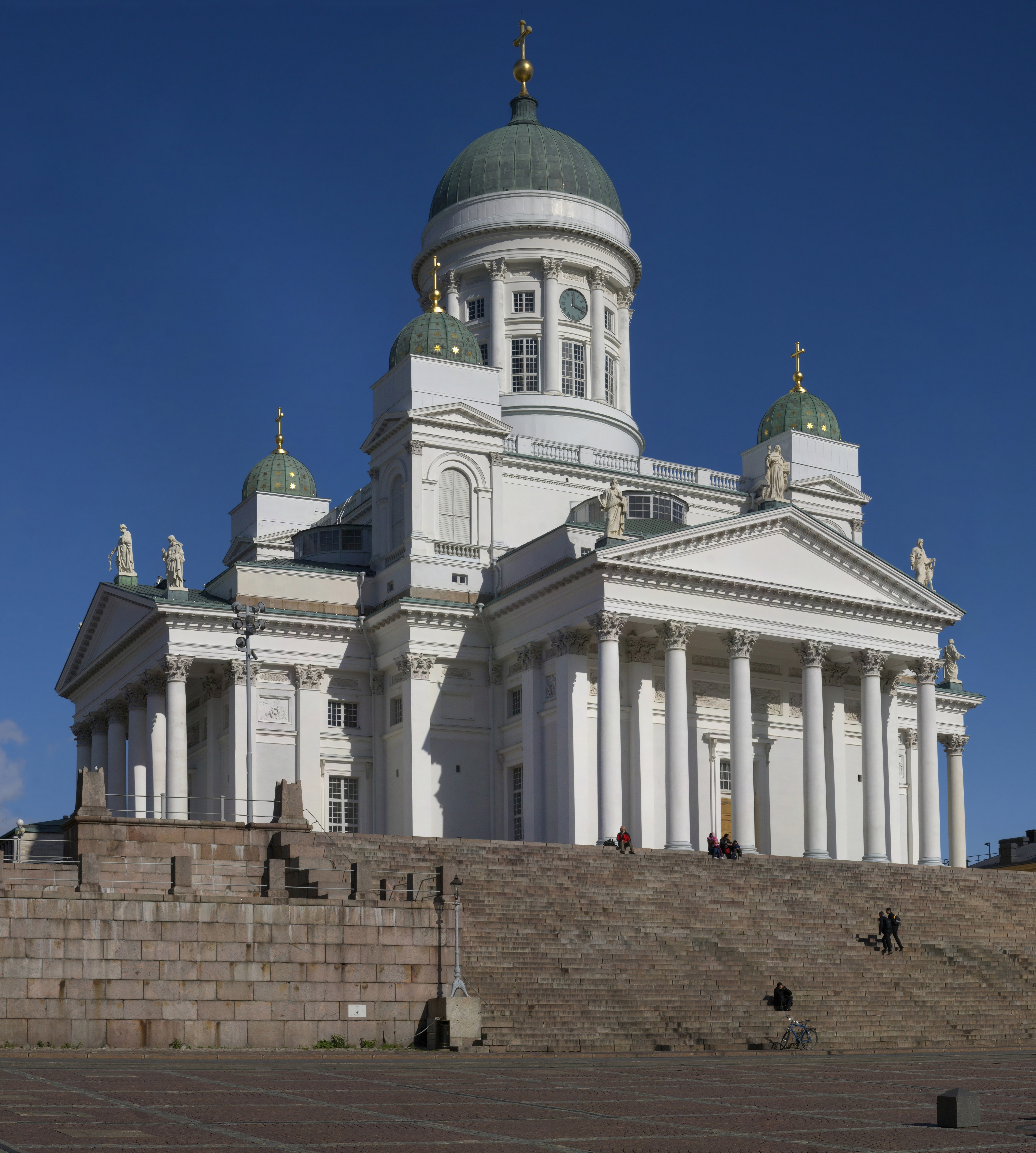
Helsingfors domkyrka. Domkyrkan ses ofta som den mest framstående symbolen för Helsingfors stad.

För en fördjupning i den arkitektoniska utvecklingen i Helsingfors och Finland, se artikeln Arkitektur i Finland.

### Kända byggnader

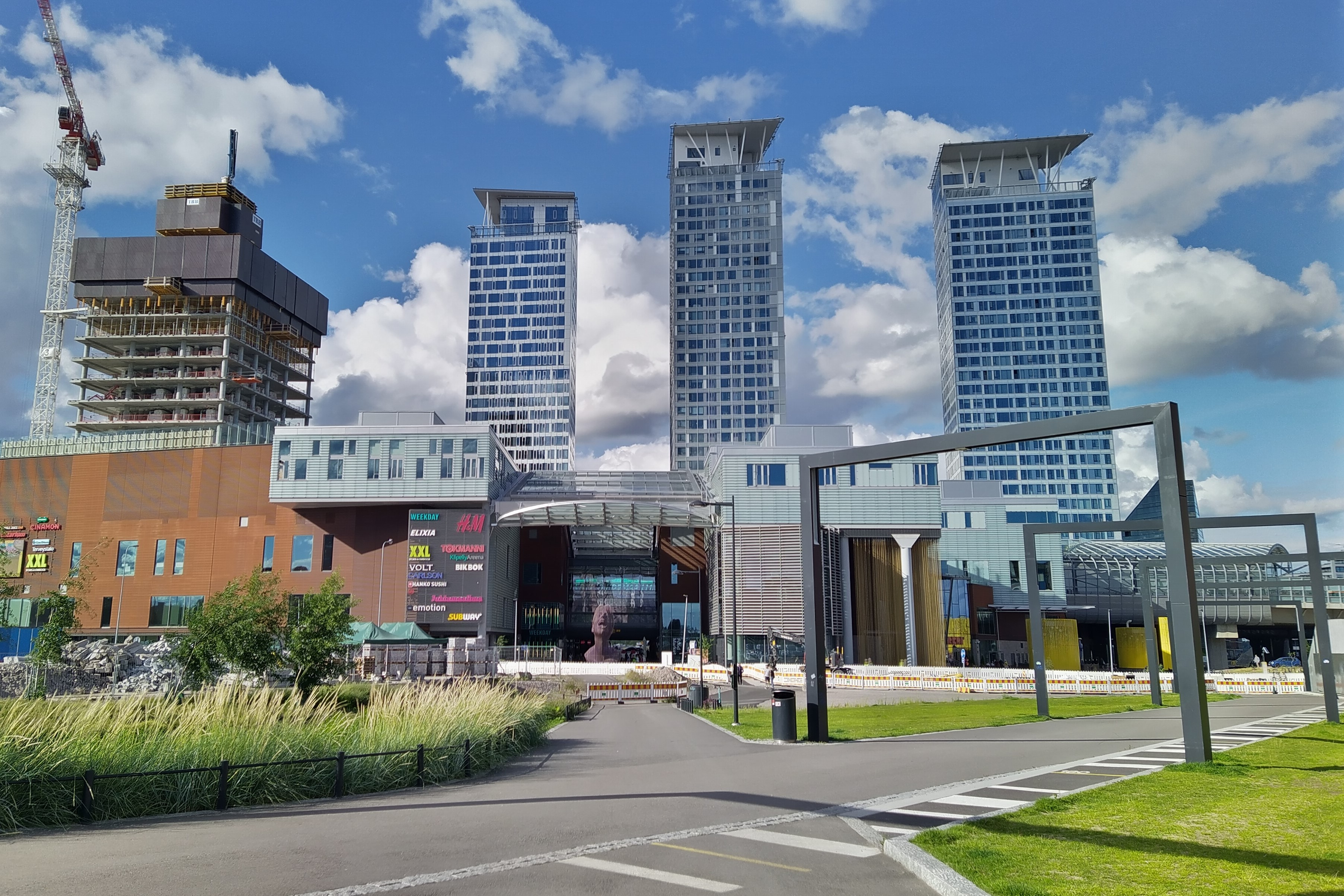
Fiskehamnen stadsdel och skyskrapor i juli 2022

- Berghälls kyrka – arkitekt Lars Sonck.
- Finlandiahuset vid Tölöviken – arkitekt Alvar Aalto.
- Finlands nationalmuseum i Främre Tölö – främsta exemplet på nationalromantisk arkitektur.
- Finlands nationalopera vid Tölöviken.
- Finlands nationalteater vid Järnvägstorget.
- Gamla kyrkan i Kampen – Helsingfors äldsta kyrka. Byggd i trä.
- Glaspalatset i Kampen – Helsingfors första urbana funktionalistiska byggnad.
- Helsingfors domkyrka vid Senatstorget – arkitekt Carl Ludvig Engel.
- Helsingfors ishall – den äldsta ishallen i Helsingfors, hemmahall för HIFK.
- Helsingfors järnvägsstation – arkitekt Eliel Saarinen.
- Helsingfors Olympiastadion – Finlands största idrottsarena.
- Helsingfors universitets huvudbyggnad vid Senatstorget – arkitekt Carl Ludvig Engel.
- Johanneskyrkan i Ulrikasborg – ett av få exempel på nygotik i Helsingfors.
- Kiasma – Museet för nutidskonst beläget vid Mannerheimvägen invid Mannerheimstatyn mittemot.
- Kristuskyrkan i Främre Tölö - Nygotik stil, Arkitekt Atte V. Willberg
- Lappvikens sjukhus – arkitekt Carl Ludvig Engel
- Presidentens slott vid kanten av Helsingfors salutorg.
- Riksdagshuset vid Mannerheimvägen.
- Sederholms hus – Helsingfors äldsta hus.
- Sveaborgs fästning.
- Svenska Teatern vid Skillnaden.
- Talludden, republikens presidentens tjänstebostad i Mejlans.
- Tempelplatsens kyrka i Främre Tölö.
- Den ortodoxa Uspenskijkatedralen på Skatudden.

## Utbildning och forskning

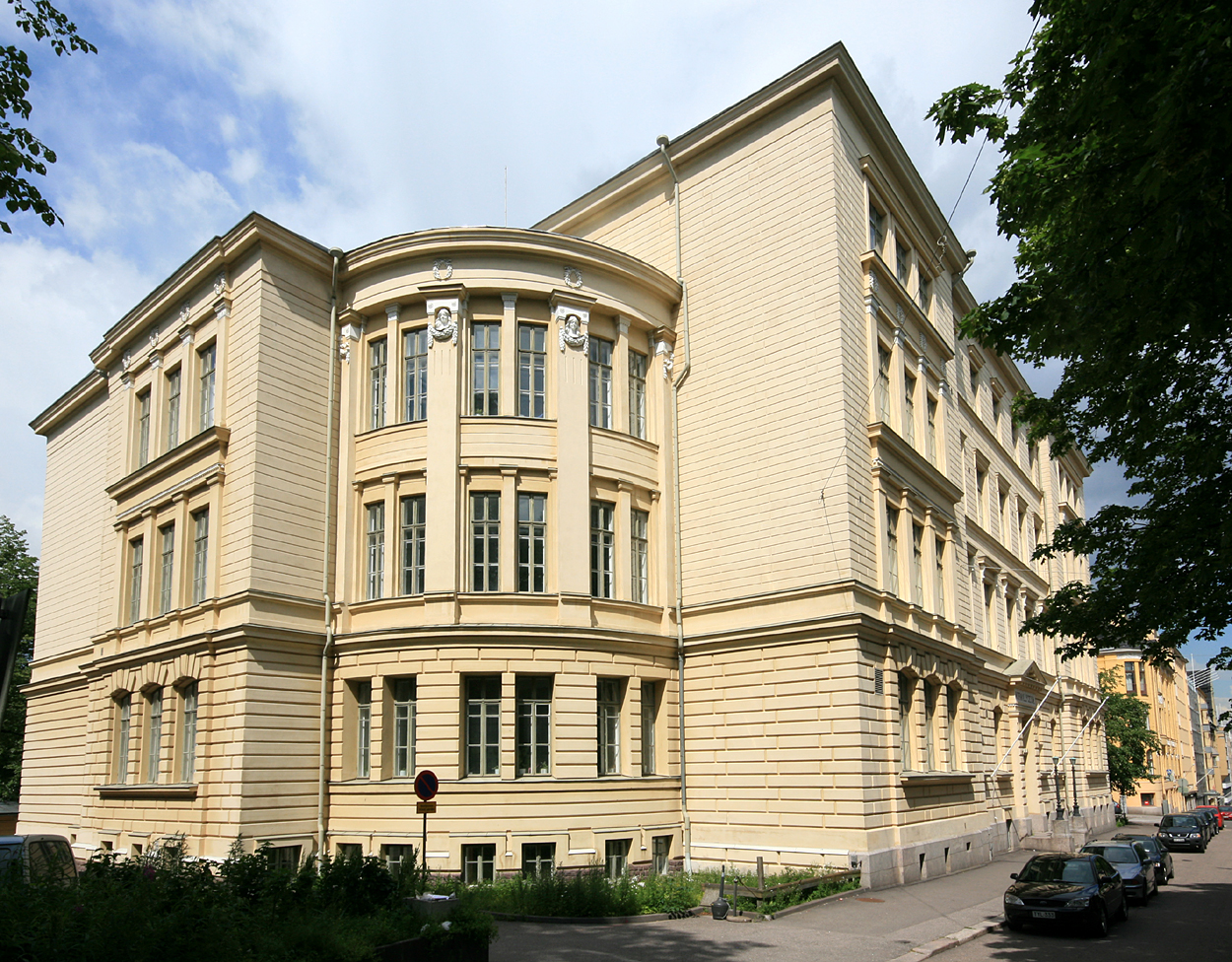
Grundskolan Norsen, före detta Gymnasiet Svenska normallyceum, i stadsdelen Gardesstaden.

I Helsingfors finns åtta vetenskaps- och konsthögskolor. Dessa har sammanlagt nästan 50 000 studerande, vilket utgör 28 % av alla studenter i Finland.
Därtill finns det sex yrkeshögskolor. I yrkeshögskolorna studerar över 19 000 studenter och det erbjuds åtminstone 30 olika inriktningar vid grundstudierna. Allmänbildande vuxenskolning handhavs av vuxengymnasium (aftonläroverk eller kvällsgymnasium) samt av folkhögskolor och arbetarinstitut. Det finns cirka 100 platser där arbetarinstitutskurser hålls i Helsingfors.
I staden finns det 215 grundskolor, gymnasier eller vuxengymnasier och dessa har sammanlagt cirka 71 000 elever eller studenter. Av de 215 skolorna är 30 svenskspråkiga. Därtill finns det engelska, tyska, franska och ryska skolor. Undervisning i det egna modersmålet ges på sammanlagt 40 språk.
De svenskspråkiga skolornas andel har tidigare varit större i proportion med den svenskspråkiga befolkningen. Vid grundskolereformen 1977 fanns det cirka 15 svenskspråkiga läroverk i Helsingfors av vilka de mest betydande kan anses Svenska Normallyceum (Norsen) och Läroverket för Gossar och Flickor (Broban, första samskolan i Finland). Av svenskspråkiga folkskolorna är Cygnaeusskolan (Banan) och Topeliusskolan (Toppan) speciellt kända och inhyser svenskspråkiga grundskolor även idag.
Övriga privata läroinrättningar som finns i staden är, till exempel, Kritiska högskolan vilken ger bildning i de fria konsterna och Snellman-högskolan.

### Universitet och yrkeshögskolor

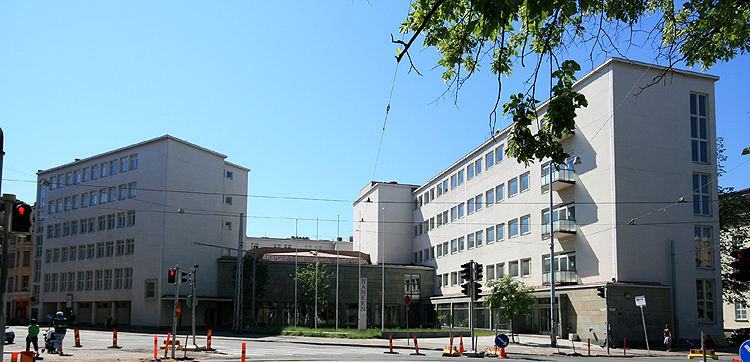
Hanken Svenska handelshögskolan, "Hanken".

Det finns fem universitet och fyra yrkeshögskolor i huvudstadsregionen, dessa är:
| Universitet och högskolor - Helsingfors universitet - Aalto-universitetet - Hanken Svenska handelshögskolan - Konstuniversitetet - Försvarshögskolan |  | Yrkeshögskolor - Haaga-Helia yrkeshögskola - Yrkeshögskolan Metropolia - Yrkeshögskolan Diakonia - Arcada - Nylands svenska yrkeshögskola |

## Kultur

### Kulturevenemang

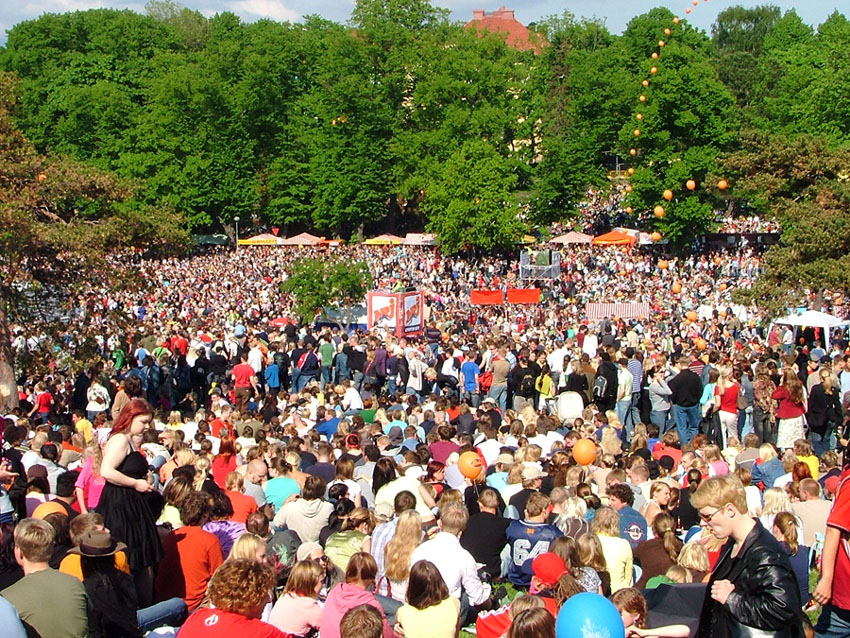
Brunnsparkens sommarkonsert 2005.

Helsingfors kanske mest kända kulturevenemang är Helsingfors festspel som ordnas på sensommaren. Då ordnas musikframträdanden, teaterspelningar, konstutställningar och performanser runt om i staden under flera veckor. Konstens natt är den populäraste delen av festveckorna då flera kulturinrättningar är öppna till midnatt eller senare. År 2005 hade Helsingfors festveckor 245 000 besökare.
Varje år den 12 juni ordnas Helsingforsdagen, vilken innebär olika slag av underhållning. Dagen kulminerar i Brunnsparkens sommarkonsert.
Festivalen Tuska Open Air är ett stort evenemang för heavy metalmusik i Norden. År 2006 hade Tuska 33 000 besökare.
Bland filmevenemang är den internationella filmfestivalen Rakkautta ja Anarkiaa ("Kärlek och anarki") den viktigaste. Under en vecka visas tiotals filmer som aldrig visats eller kommer att visas för den stora publiken på grund av deras särart. År 2004 hade festivalen 44 000 åskådare. DocPoint-festivalen är en filmfestival som koncentrerar sig på dokumentärer och hör till de viktigaste inom genren i Finland.
FM i fyrverkeri, också känt som bombningen av Sveaborg, ordnas i samarbete med tv-kanalen Nelonen och går av stapeln i mitten av augusti en och en halv timme före midnatt. Tidigare sköts raketerna från Sveaborg men sedan 2006 från Ärtholmen. De bästa platserna att se spektaklet är Brunnsparkens stränder, Skatuddens strand och Sveaborg. Till evenemanget hör också musik som man kan höra vid Brunnsparken. Fyrverkeriet brukar samla 150 000 åskådare till Helsingfors stränder.
Eurovision Song Contest 2007 hölls i Hartwall Arena i Helsingfors.

### Kulturarenor

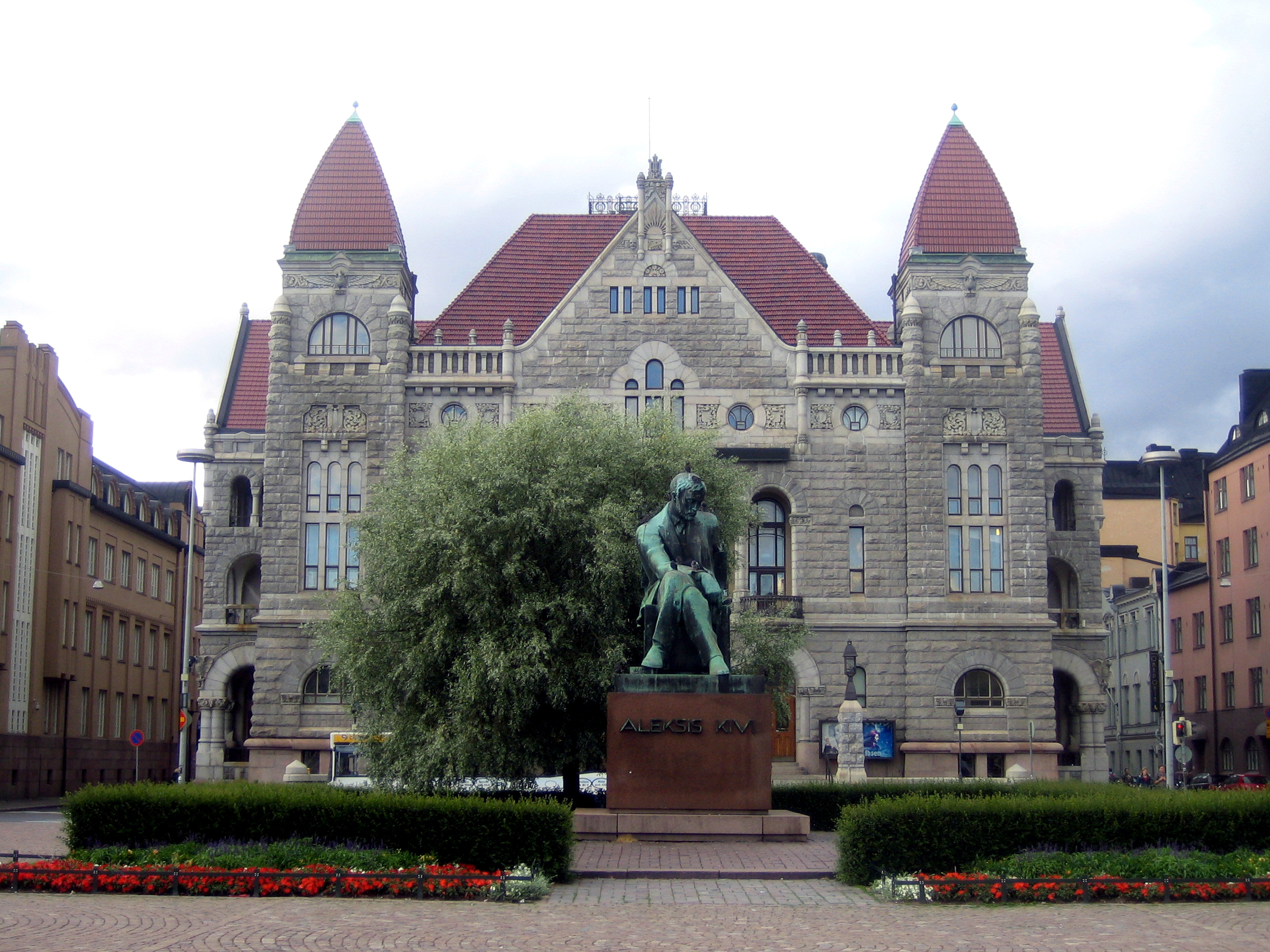
Finlands nationalteater

I Helsingfors finns många av de centrala kulturinstitutionerna i Finland, till exempel statens konstmuseer Ateneum och Kiasma, Finlands nationalopera, Finlands nationalteater och Helsingfors stadsteater.
Ett nytt musikhus är under uppförande och väntas öppna 2010. Helsingfors stadsorkester spelar under tiden i Finlandiahuset tillsammans med Radions symfoniorkester. Stora konserter med populärmusik hålls på Helsingfors Olympiastadion, Hartwall Areena eller i Helsingfors ishall. Den mest kända rockklubben är Tavastia.
Det finns 46 biosalonger i Helsingfors. De största är multiplexbiograferna Tennispalatset och Kinopalatsi. Tennispalatset 1 och Bio Rex är de största salongerna med cirka 700 platser.
Stadsbiblioteket har 38 verksamhetsställen runt om i staden. Det nya Centrumbiblioteket Ode invigdes 2018. Huvudbiblioteket ligger i Östra Böle.
Finlandssvenska kulturarenor är bland annat Svenska Teatern, Lilla Teatern, Viirus, Klockriketeatern samt Studentteatern i Helsingfors.

## Sport

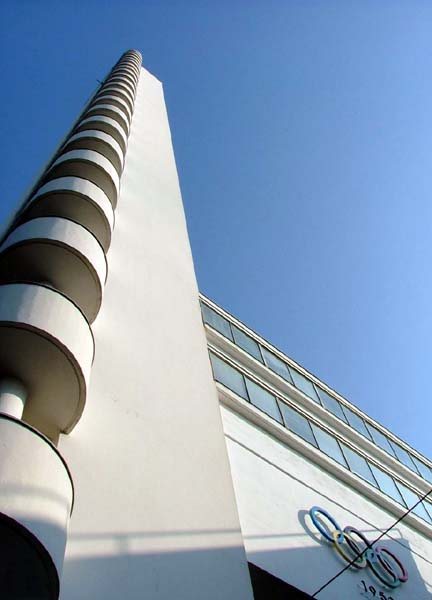
Helsingfors Olympiastadion

Det största regelbundna sportevenemanget i Helsingfors är en för barn och unga ämnad fotbollsturnering med namnet Helsinki Cup som ordnats sedan år 1976. Deltagarrekordet slogs år 2002 när 819 lag deltog. Ett annat evenemang som årligen drar omkring 6 000 deltagare, för övrigt Finlands största löptävling, är Helsinki City Marathon. City Marathon hålls i augusti och rutten följer Helsingfors strandlinje. En stor motionskarneval är även Naisten Kymppi (Tjejmilen), som är ett löpevenemang enbart för kvinnor, som antyds av namnet.
Det har anordnats en rad internationellt betydande idrottsevenemang i Helsingfors, bland annat Olympiska sommarspelen 1952. VM i friidrott hölls både åren 1983 och 2005. EM i friidrott hölls 1971 och 1994 i Helsingfors. VM i ishockey har hållits i staden åren 1974, 1982, 1991, 1997 2003, 2012 och 2013. Eläintarhanajot (Djurgårdsloppet) var en bil- och motorcykeltävling som anordnades årligen i maj i Helsingfors 1932–1963.

### Idrottsföreningar
Helsingfors största sportklubb är Helsingfors IFK (HIFK) från år 1897 som har över 2 800 medlemmar och som utövar idrott inom så skilda grenar som ishockey, bandy, fotboll, futsal, bowling, handboll, innebandy och friidrott. HIFK har vunnit fler finska mästerskap i bandy än någon annan klubb
Inom ishockeyn tävlar Jokerit med HIFK om platsen som största klubb. Jokerits hemmaarena är Hartwall Areena.
HJK Helsingfors är den mest framgångsrika fotbollsklubben i Finland genom tiderna och har tidigare också haft framgångar i bandy. I en lägre division återfinns även fotbollslaget Ponnistus som grundades år 1887 och som är ett av de äldsta lagen i Finland som har fungerat kontinuerligt som en sportklubb.
Inom basket har flera Helsingforslag deltagit på toppnivå i Finland: Pantterit, HKT och Helsingin NMKY. Under säsongen 2005–06 deltog dock enbart basketlaget Torpan Pojat i den finska basketligan (Korisliiga) och i kvinnornas FM-liga två: Topo och Pantterit. I den finländska nationalsporten boboll har Helsingforslagens deltagande varit blygsamt under de senaste åren, men Puna-Mustat har tidigare vunnit de finska mästerskapen. Boboll anses vara en aning lantligt enligt Helsingforsbor.
Övriga idrottsföreningar:
- Amerikansk fotboll: Roosters, East City Giants, Wolverines
- Bandy: Botnia, HIFK
- Handboll: Kronohagens IF, Dicken
- Konståkning: Helsingfors Skridskoklubb
- Paddling: Merimelojat, MaMe, DPK, HeMe, HKK
- Segling: Helsingfors Segelsällskap, Nyländska Jaktklubben, Merenkävijät, med flera.
- Vattenpolo: Helsingfors Simsällskap, Kuhat
- Volleyboll: Johanneksen Pojat

### Rekreationsställen

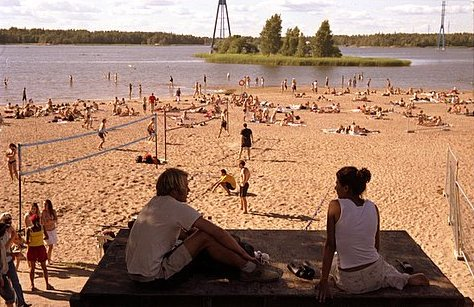
Sandudds badstrand, även kallad "Hietsu".

De flesta rekreationsställen i Helsingfors står under idrottsverkets ansvar, däribland idrottshallar och cirka 350 sportplaner. Det finns nio ishallar av vilka 3 sköts av idrottsverket. I Helsingfors finns 14 simhallar, 2 utomhusbassänger och 20 badstränder, av vilka Sandstrand på Sandudd är den mest kända (stranden kallas vanligtvis Hietsu efter det finska namnet Hietaniemi). Det finns fem golfbanor i Helsingfors, av vilka Talis golfplan är hemmaplan för Finlands äldsta golfklubb, den år 1932 grundade Helsingfors golfklubb.

## Transporter och kommunikation

### Lokaltrafik

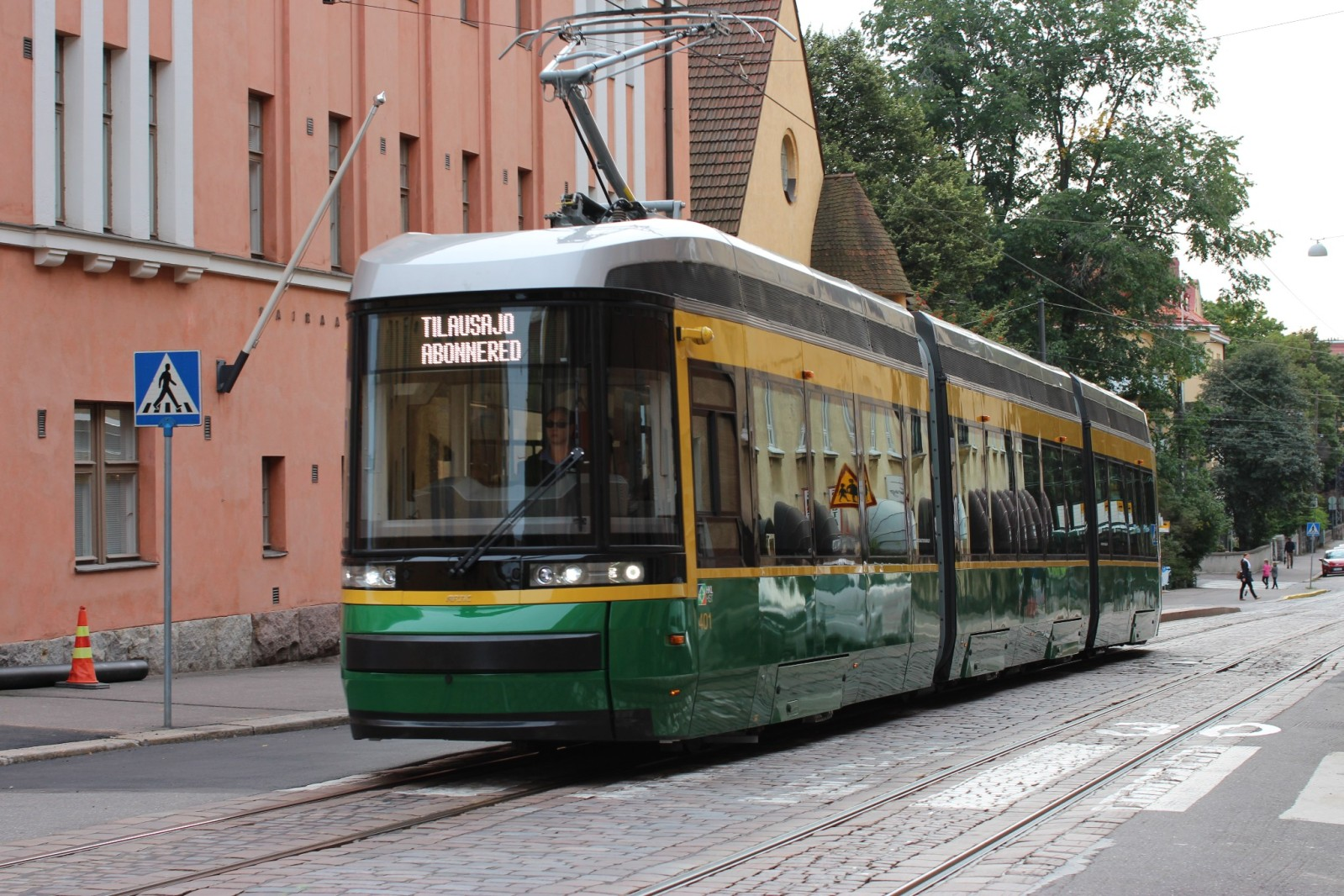
Helsingfors nya spårvagnar.

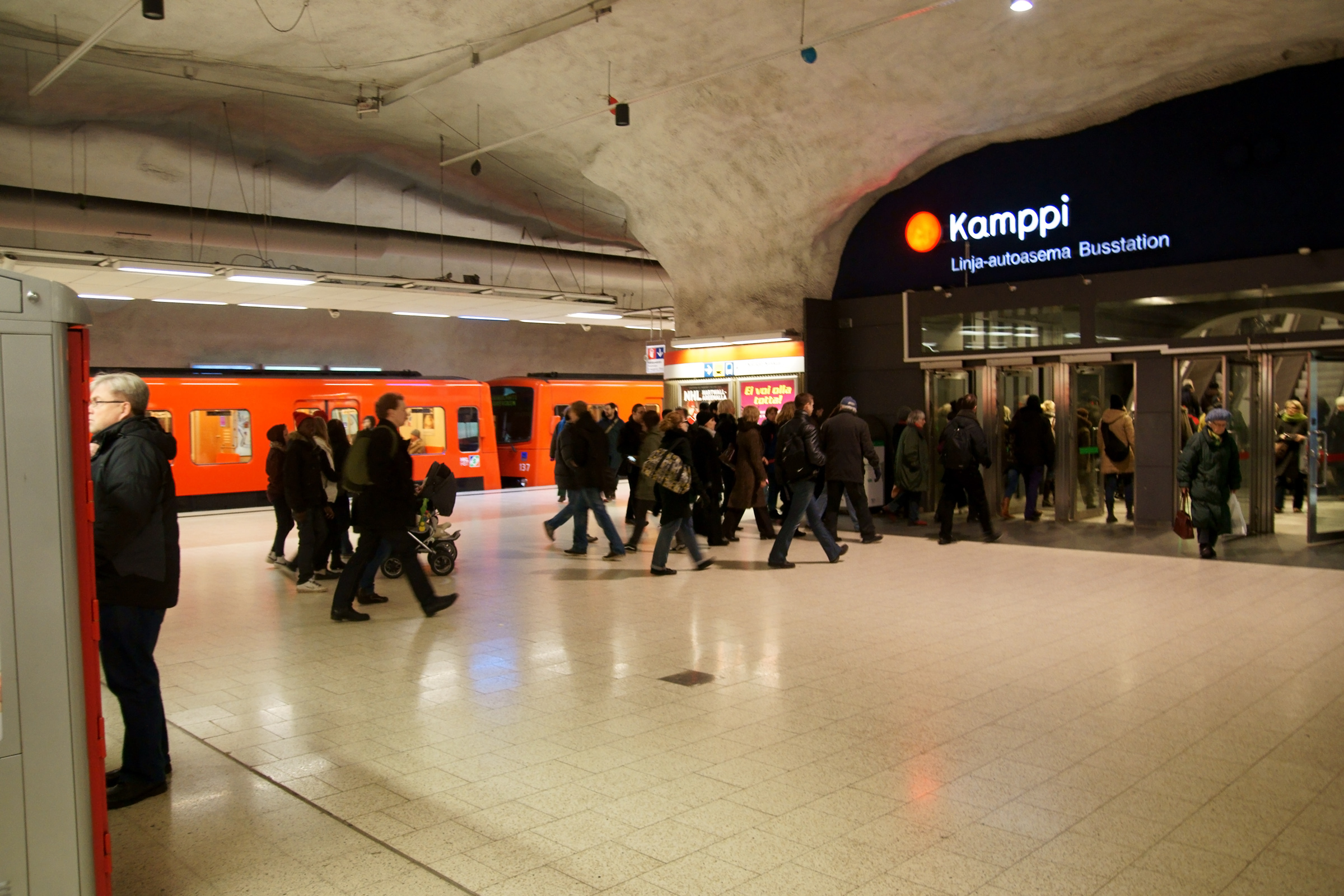
Ingång till Kampens underjordiska busstation från metroperrongerna.

Helsingfors lokaltrafik består av spårvagn, tunnelbana, pendeltåg, buss och färja. Det är Helsingforsregionens trafik (HRT), som ansvarar för kollektivtrafiken. Flera år i rad har kollektivtrafiken fått ett högt betyg av sina användare i internationella jämförelser mellan olika städer.
En enkelbiljett kostade år 2017 2,90 € i automat och mobil eller direkt på buss/spårvagn 3,20 €.
I centrum sköts kollektivtrafiken främst av spårvagnar, medan tunnelbanan och bussar trafikerar längre utanför centrum. I centrum avgår de västgående bussarna från Kampens underjordiska terminal, de nordvästgående bussarna avgår från Elielplatsens terminal, medan nord och östgående bussar avgår från Järnvägstorget.
Tunnelbanan, Helsingfors metro, har 30 stationer och går i väst-östlig riktning genom centrum. 
Det går färjor fyra gånger i timmen till Sveaborg, resan tar 15-20 minuter. Dessa avgår från tidigt på morgonen till sent på kvällen.
Man kan åka all kollektivtrafik i Helsingfors för samma pris. Det finns även att köpa timbiljetter, dygnsbiljetter eller resekort.

### Flygplatser
Helsingfors-Vanda flygplats handhar den internationella och nationella flygtrafiken till och från Helsingfors. Flygplatsen är den populäraste förbindelsen från Asien till Europa, och genomgår nu en utbyggnad tills 2020 då man väntas ta emot cirka 20 miljoner passagerare årligen.
Man kan enkelt ta sig till flygplatsen med pendeltåg, men även med buss från Elielplatsen.

### Järnvägar

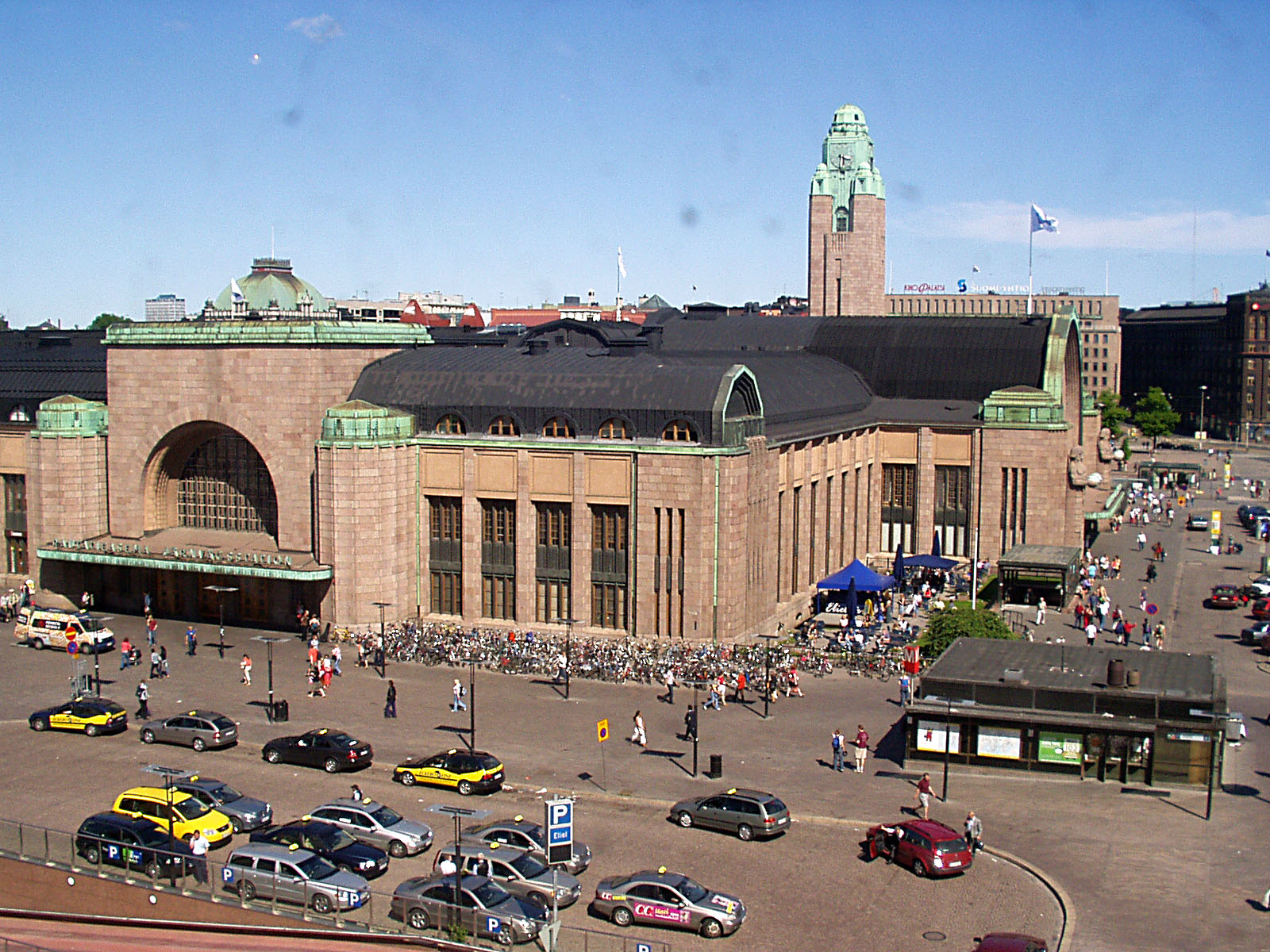
Helsingfors centralstation, till höger finns en av ingångarna till Järnvägstorgets tunnelbanestation.

Alla stora städer i Finland har järnvägstrafik till Helsingfors. Till Åbo och Tammerfors finns det avgångar minst en gång i timmen. Alla fjärrtåg stannar i Helsingfors centralstation, som är en ändstation, men även vid Böle järnvägsstation som ligger tre kilometer från centralstationen. Det går även tåg till Sankt Petersburg och Moskva några gånger om dagen.
Från centralstationen avgår även alla pendeltåg. Det är lätt att byta från tåg och tunnelbana till pendeltågen eftersom allt finns under samma tak. Lokaltrafik går längs Kustbanan, Stambanan och Ringbanan. Det finns skilda spår för lokaltrafik, de så kallade stadsbanorna, västerut till Alberga och norrut till Kervo. Ringbanan är i sin helhet en stadsbana.
I framtiden planerar man bygga en tågförbindelse mellan Böle järnvägsstation och Tallinn i en tunnel under havet.
Centralstationen har cirka 200 000 resenärer varje dag.

### Hamnar

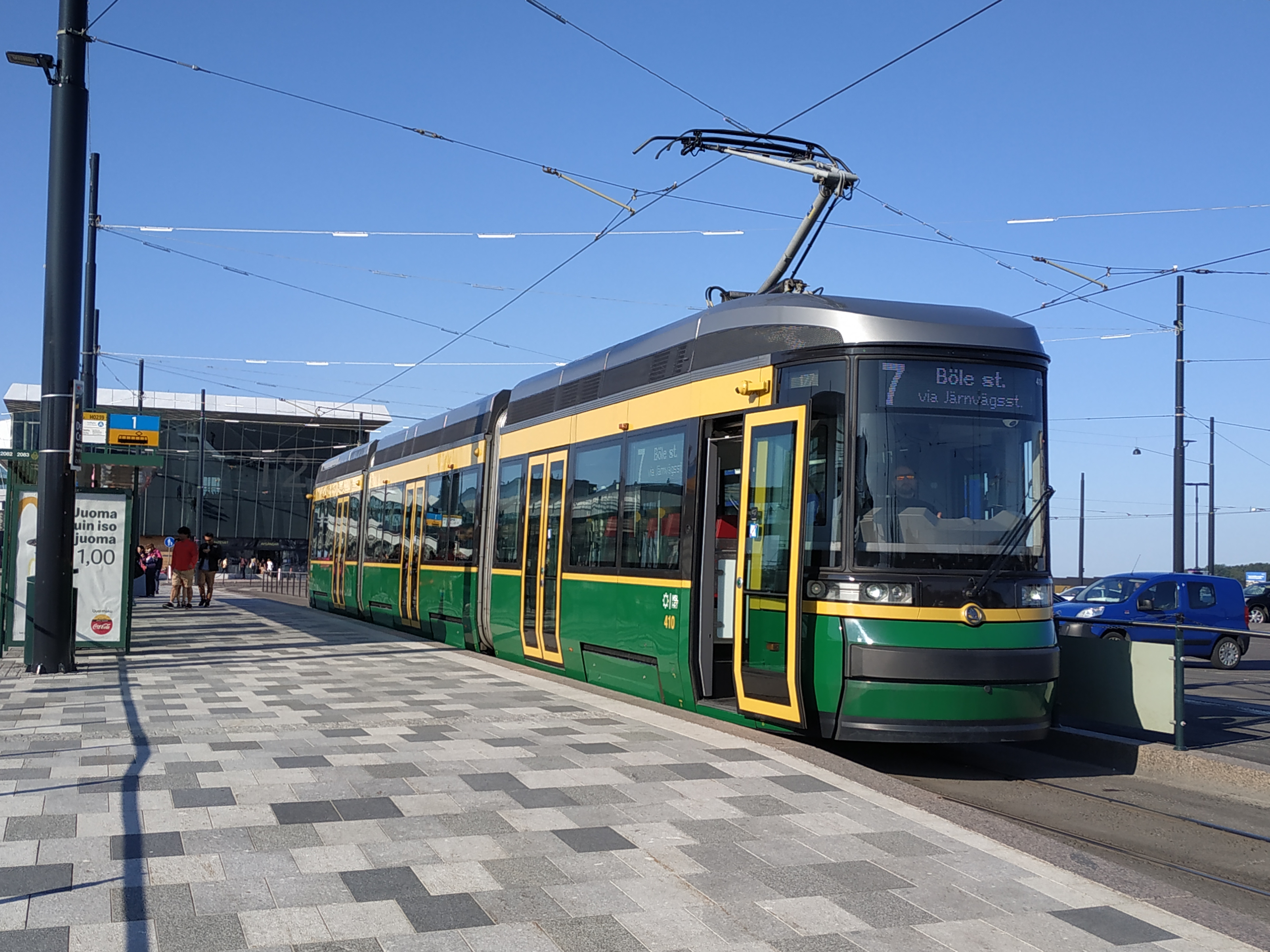
Spårvagn vid Västra hamnen.

Helsingfors är en av Finlands största sjöfartsstäder med flera hamnar som flera rederier trafikerar, bland andra Silja Line, Tallink, Viking Line, Eckerö Line.
De passagerarhamnar som finns är:
- Olympiaterminalen (Till/från Stockholm)
- Västra terminalen (Till/från Tallinn och Sankt Petersburg)
- Hansaterminalen (Nordsjö) (Till/från Travemünde och Rostock)
- Skatuddens terminal (Till/från Tallinn och Stockholm)
- Magasinterminalen (Till/från Tallinn)

### Vägar

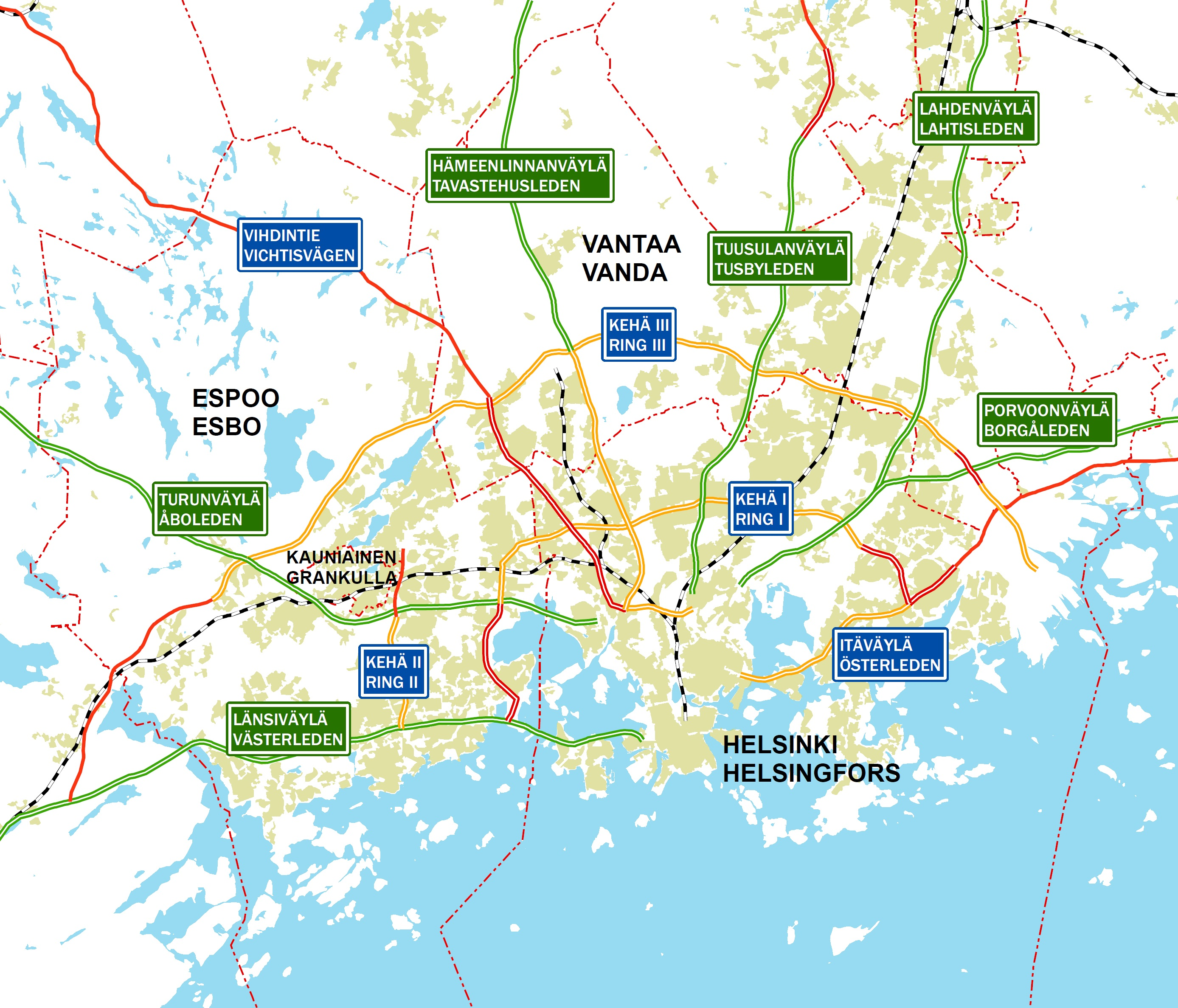
Huvudvägarna i Helsingforsregionen.

Helsingforsregionens nätverk av huvudvägar är mycket enkelt uppbyggt; det finns åtta utfartsvägar och tre ringvägar. Dessa är Västerleden, Åboleden, Vichtisvägen, Tavastehusleden, Tusbyleden, Lahtisleden, Borgåleden och Österleden samt Ring I, Ring II och Ring III. Eftersom Helsingfors ligger vid kusten går ringvägarna bara i halvcirklar. Många affärer använder sig av enkla scheman över detta vägsystem med åtta streck (utfartsvägarna), två halvcirklar (Ring I och III) och en fjärdedelscirkel (Ring II) när de informerar sina kunder var de är belägna.
| - Europavägar: E 12 mot Vasa <Wasaline> Umeå – Mo i Rana E 18 mot Viborg – Sankt Petersburg E 18 mot Åbo <Sverigebåtar> Stockholm – Oslo E 75 mot Lahtis – Utsjoki – Vardø - Riksvägar: 1 Åboleden mot Salo – Åbo 3 Tavastehusleden mot Tammerfors – Vasa 4 Lahtisleden mot Heinola – Lahtis – Lappland 7 Borgåleden mot Borgå – Kotka – Fredrikshamn | - Stamvägar: 45 Tusbyleden mot Tusby 50 Ring III, omfartsväg norr om staden 51 Västerleden mot Esbo – Kyrkslätt – Karis - Övriga vägar: 100 Skogsbackavägen, tvärförbindelse norr om centrum 101 Ring I 102 Ring II 110 Åbovägen mot Bemböle 120 Vichtisvägen mot Vichtis 130 parallellväg med riksväg 3 mot Hyvinge – Tammerfors 140 parallellväg med riksväg 4 mot Kervo – Lahtis 170 Österleden mot Borgå |

## Turism och rekreation

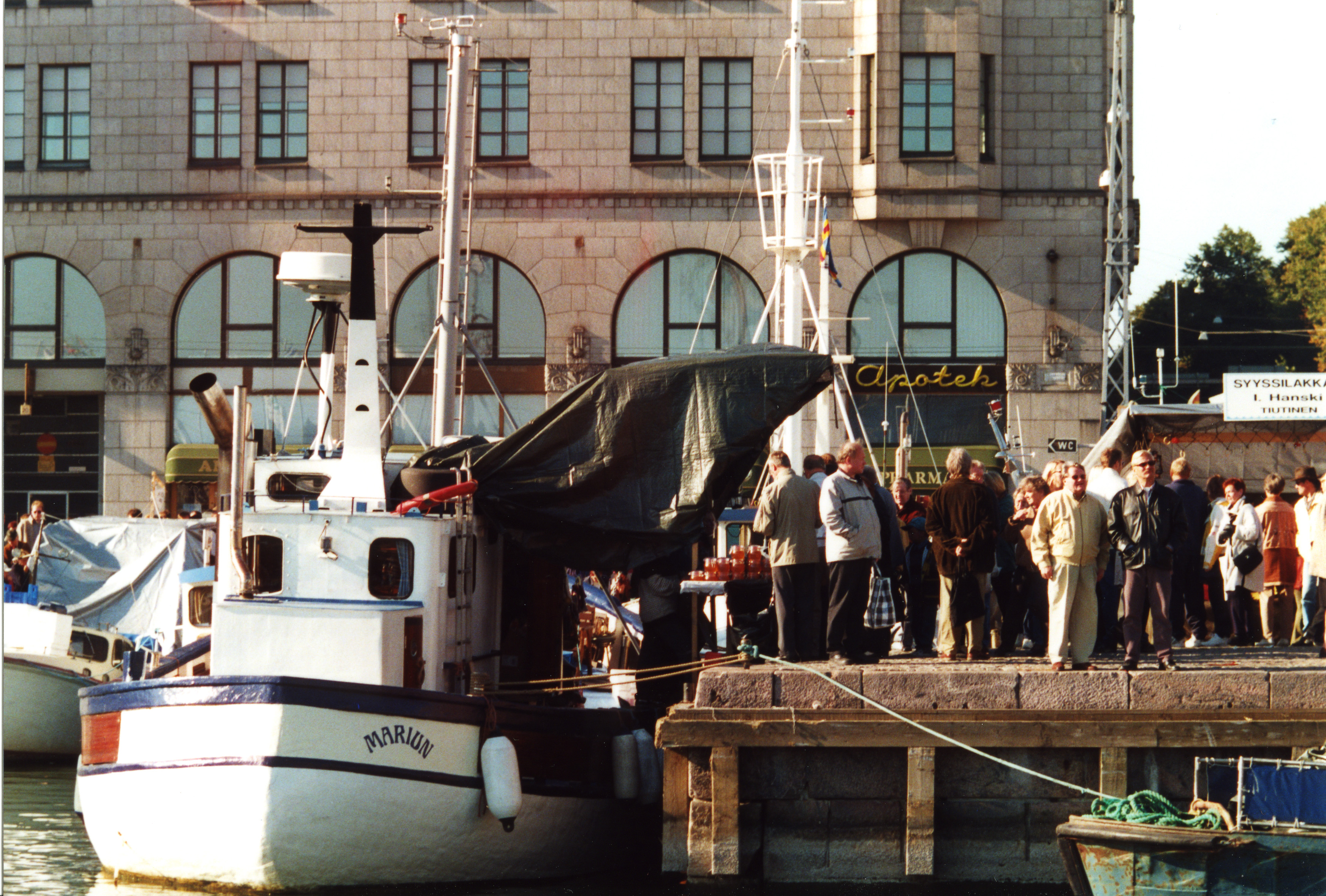
Salutorget i Helsingfors under strömmingsmarknaden.

Helsingfors som ligger vid kusten har många kilometer strandlinje och det mesta av centrum ligger nära vattnet. Det går att göra utflykter med de många sightseeingfärjor som utgår från Helsingfors hamnar.
Många av Helsingfors attraktioner är också relaterade till havet. Sveaborg, som finns med på Unescos världsarvslista, började byggas under 1700-talet och många av öarnas 250 byggnader och fästningsverk har renoverats, ett nytt besökscentrum har byggts, museerna har fräschats upp och 60 guider ligger i högsta beredskap för att på 19 språk kunna berätta om Sveaborgs skiftande öden.
Soliga dagar är det populärt att tillbringa dagarna på stranden Hietsu, Helsingfors största strand, som finns nära centrum i Tölö bredvid Sandudds kända begravningsplats. Under vintertid när det är mörkt nästan dygnet runt lyses den klassiska Alexandersgatans julgata upp av intressant ljussättning. När det är tillräckligt kallt är det vanligt för Helsingforsborna att ta en försiktig promenad eller skidtur över den frusna isen. Tillsammans med Rovaniemi i Lapplandsregionen är Helsingfors en av Finlands mest betydande turiststäder vad gäller utländsk turism.

## Kända personer från Helsingfors
- Kirill Babitzin – musiker
- Jörn Donner – författare
- Ragnar Granit – nobelpristagare

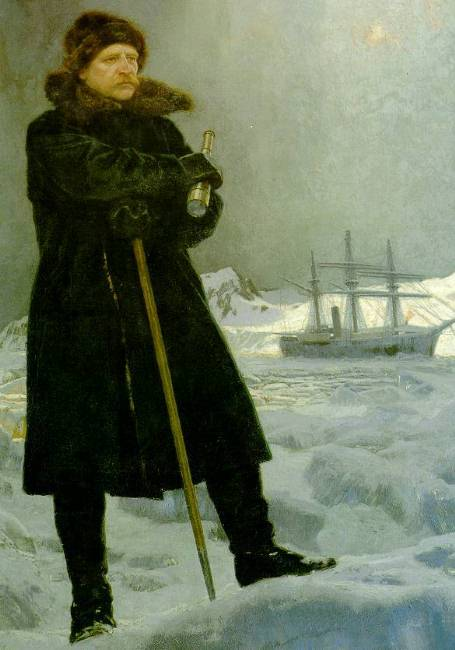
Upptäcktsresanden A.E. Nordenskiöld målad av Georg von Rosen 1886.

- Tarja Halonen – Finlands president
- HIM – rockgrupp
- Eirik Hornborg – historiker
- Tove Jansson – författare och skapare av Mumintrollen
- Lill Lindfors – sångerska
- Adolf Erik Nordenskiöld – vetenskapsman
- Esa-Pekka Salonen – dirigent och kompositör
- Helene Schjerfbeck – konstnär
- Linus Torvalds – skapare av Linux
- Ville Valo – musiker
- Jyrki 69 – musiker
- Jussi 69 – musiker
- Mika Waltari – författare
- Artturi Ilmari Virtanen – nobelpristagare
- Lauri Ylönen – musiker, låtskrivare

- Samu Haber - sångare och gitarrist i Sunrise Avenue
- Jukka Backlund - sångproducent och låtskrivare